# Pat (échecs)
Pour les articles homonymes, voir Pat.
Cet article utilise la notation algébrique pour décrire des coups du jeu d'échecs.

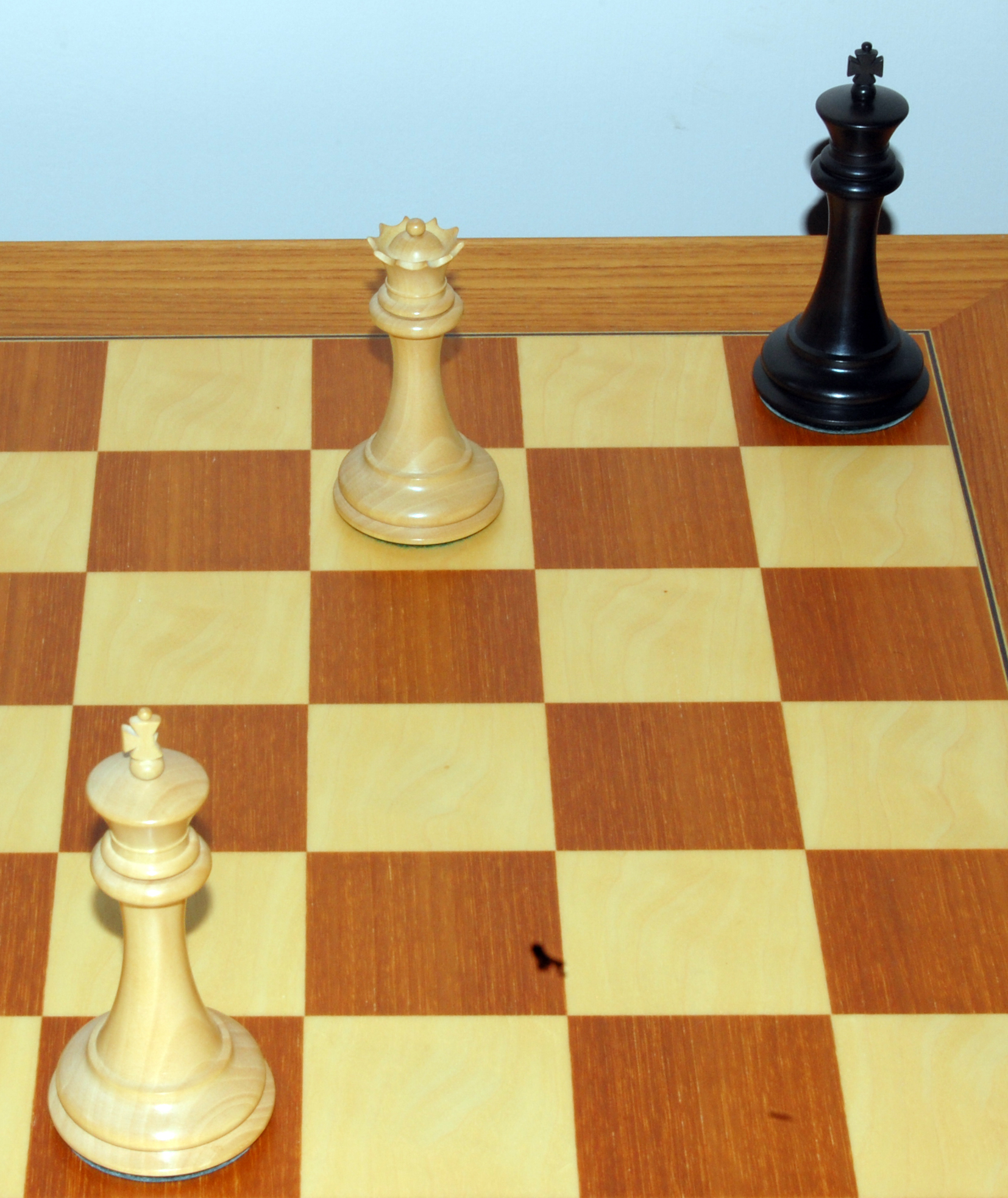
Situation de pat où le roi noir ne peut plus jouer un coup légal. La partie se termine donc sur un nul.

Au jeu d'échecs, le pat est une position dans laquelle le camp ayant le trait et n'étant pas sous le coup d'un échec, ne peut plus jouer de coup légal. La partie est alors déclarée nulle quel que soit le matériel restant sur l'échiquier. Le pat met immédiatement fin à la partie.
Beaucoup de jeux de plateaux connaissent le concept de pat, mais la plupart du temps cela compte comme une défaite pour le camp qui ne peut plus bouger (au xiangqi, aux dames, au mū tōrere ou encore au bagh chal). Il arrive aussi qu'il soit interdit par la règle de priver l'adversaire de coup légal, comme à l'awélé, où l'on doit "donner à manger" à l'adversaire, ou encore au sit-tu-yin.
Le pat est improbable dans les débuts ou les milieux de partie. En finale, il est parfois recherché par un camp qui est en grande infériorité matérielle ou est causé par une maladresse de débutant dans une finale élémentaire. Il existe d'ailleurs plusieurs techniques pour rechercher le  pat, notamment celui de la « pièce folle » (pièce qui ne peut pas être capturée à cause des menaces de pat qui effectue une répétition de la position).
Le pat est un thème fréquent dans les études d'échecs.

## Exemples
Trait aux Noirs, qui ne peuvent pas jouer de coups légaux ; le roi noir n'est pas en échec, donc les Noirs sont pat.
|   | a                                                                                           | b                                                                                           | c                                                                                           | d                                                                                           | e                                                                                           | f                                                                                           | g                                                                                           | h                                                                                           |   |
| 8 | Roi noir sur case blanche a8 · Dame blanche sur case noire b6 · Roi blanc sur case noire c5 | Roi noir sur case blanche a8 · Dame blanche sur case noire b6 · Roi blanc sur case noire c5 | Roi noir sur case blanche a8 · Dame blanche sur case noire b6 · Roi blanc sur case noire c5 | Roi noir sur case blanche a8 · Dame blanche sur case noire b6 · Roi blanc sur case noire c5 | Roi noir sur case blanche a8 · Dame blanche sur case noire b6 · Roi blanc sur case noire c5 | Roi noir sur case blanche a8 · Dame blanche sur case noire b6 · Roi blanc sur case noire c5 | Roi noir sur case blanche a8 · Dame blanche sur case noire b6 · Roi blanc sur case noire c5 | Roi noir sur case blanche a8 · Dame blanche sur case noire b6 · Roi blanc sur case noire c5 | 8 |
| 7 | Roi noir sur case blanche a8 · Dame blanche sur case noire b6 · Roi blanc sur case noire c5 | Roi noir sur case blanche a8 · Dame blanche sur case noire b6 · Roi blanc sur case noire c5 | Roi noir sur case blanche a8 · Dame blanche sur case noire b6 · Roi blanc sur case noire c5 | Roi noir sur case blanche a8 · Dame blanche sur case noire b6 · Roi blanc sur case noire c5 | Roi noir sur case blanche a8 · Dame blanche sur case noire b6 · Roi blanc sur case noire c5 | Roi noir sur case blanche a8 · Dame blanche sur case noire b6 · Roi blanc sur case noire c5 | Roi noir sur case blanche a8 · Dame blanche sur case noire b6 · Roi blanc sur case noire c5 | Roi noir sur case blanche a8 · Dame blanche sur case noire b6 · Roi blanc sur case noire c5 | 7 |
| 6 | Roi noir sur case blanche a8 · Dame blanche sur case noire b6 · Roi blanc sur case noire c5 | Roi noir sur case blanche a8 · Dame blanche sur case noire b6 · Roi blanc sur case noire c5 | Roi noir sur case blanche a8 · Dame blanche sur case noire b6 · Roi blanc sur case noire c5 | Roi noir sur case blanche a8 · Dame blanche sur case noire b6 · Roi blanc sur case noire c5 | Roi noir sur case blanche a8 · Dame blanche sur case noire b6 · Roi blanc sur case noire c5 | Roi noir sur case blanche a8 · Dame blanche sur case noire b6 · Roi blanc sur case noire c5 | Roi noir sur case blanche a8 · Dame blanche sur case noire b6 · Roi blanc sur case noire c5 | Roi noir sur case blanche a8 · Dame blanche sur case noire b6 · Roi blanc sur case noire c5 | 6 |
| 5 | Roi noir sur case blanche a8 · Dame blanche sur case noire b6 · Roi blanc sur case noire c5 | Roi noir sur case blanche a8 · Dame blanche sur case noire b6 · Roi blanc sur case noire c5 | Roi noir sur case blanche a8 · Dame blanche sur case noire b6 · Roi blanc sur case noire c5 | Roi noir sur case blanche a8 · Dame blanche sur case noire b6 · Roi blanc sur case noire c5 | Roi noir sur case blanche a8 · Dame blanche sur case noire b6 · Roi blanc sur case noire c5 | Roi noir sur case blanche a8 · Dame blanche sur case noire b6 · Roi blanc sur case noire c5 | Roi noir sur case blanche a8 · Dame blanche sur case noire b6 · Roi blanc sur case noire c5 | Roi noir sur case blanche a8 · Dame blanche sur case noire b6 · Roi blanc sur case noire c5 | 5 |
| 4 | Roi noir sur case blanche a8 · Dame blanche sur case noire b6 · Roi blanc sur case noire c5 | Roi noir sur case blanche a8 · Dame blanche sur case noire b6 · Roi blanc sur case noire c5 | Roi noir sur case blanche a8 · Dame blanche sur case noire b6 · Roi blanc sur case noire c5 | Roi noir sur case blanche a8 · Dame blanche sur case noire b6 · Roi blanc sur case noire c5 | Roi noir sur case blanche a8 · Dame blanche sur case noire b6 · Roi blanc sur case noire c5 | Roi noir sur case blanche a8 · Dame blanche sur case noire b6 · Roi blanc sur case noire c5 | Roi noir sur case blanche a8 · Dame blanche sur case noire b6 · Roi blanc sur case noire c5 | Roi noir sur case blanche a8 · Dame blanche sur case noire b6 · Roi blanc sur case noire c5 | 4 |
| 3 | Roi noir sur case blanche a8 · Dame blanche sur case noire b6 · Roi blanc sur case noire c5 | Roi noir sur case blanche a8 · Dame blanche sur case noire b6 · Roi blanc sur case noire c5 | Roi noir sur case blanche a8 · Dame blanche sur case noire b6 · Roi blanc sur case noire c5 | Roi noir sur case blanche a8 · Dame blanche sur case noire b6 · Roi blanc sur case noire c5 | Roi noir sur case blanche a8 · Dame blanche sur case noire b6 · Roi blanc sur case noire c5 | Roi noir sur case blanche a8 · Dame blanche sur case noire b6 · Roi blanc sur case noire c5 | Roi noir sur case blanche a8 · Dame blanche sur case noire b6 · Roi blanc sur case noire c5 | Roi noir sur case blanche a8 · Dame blanche sur case noire b6 · Roi blanc sur case noire c5 | 3 |
| 2 | Roi noir sur case blanche a8 · Dame blanche sur case noire b6 · Roi blanc sur case noire c5 | Roi noir sur case blanche a8 · Dame blanche sur case noire b6 · Roi blanc sur case noire c5 | Roi noir sur case blanche a8 · Dame blanche sur case noire b6 · Roi blanc sur case noire c5 | Roi noir sur case blanche a8 · Dame blanche sur case noire b6 · Roi blanc sur case noire c5 | Roi noir sur case blanche a8 · Dame blanche sur case noire b6 · Roi blanc sur case noire c5 | Roi noir sur case blanche a8 · Dame blanche sur case noire b6 · Roi blanc sur case noire c5 | Roi noir sur case blanche a8 · Dame blanche sur case noire b6 · Roi blanc sur case noire c5 | Roi noir sur case blanche a8 · Dame blanche sur case noire b6 · Roi blanc sur case noire c5 | 2 |
| 1 | Roi noir sur case blanche a8 · Dame blanche sur case noire b6 · Roi blanc sur case noire c5 | Roi noir sur case blanche a8 · Dame blanche sur case noire b6 · Roi blanc sur case noire c5 | Roi noir sur case blanche a8 · Dame blanche sur case noire b6 · Roi blanc sur case noire c5 | Roi noir sur case blanche a8 · Dame blanche sur case noire b6 · Roi blanc sur case noire c5 | Roi noir sur case blanche a8 · Dame blanche sur case noire b6 · Roi blanc sur case noire c5 | Roi noir sur case blanche a8 · Dame blanche sur case noire b6 · Roi blanc sur case noire c5 | Roi noir sur case blanche a8 · Dame blanche sur case noire b6 · Roi blanc sur case noire c5 | Roi noir sur case blanche a8 · Dame blanche sur case noire b6 · Roi blanc sur case noire c5 | 1 |
|   | a                                                                                           | b                                                                                           | c                                                                                           | d                                                                                           | e                                                                                           | f                                                                                           | g                                                                                           | h                                                                                           |   |

|   | a | b | c | d | e | f | g | h |   |
| 8 | Roi noir sur case blanche a8 · Pion blanc sur case blanche a6 · Cavalier blanc sur case blanche c6 · Pion noir sur case blanche g6 · Roi blanc sur case noire c5 · Pion blanc sur case noire g5 · Pion noir sur case blanche h5 · Pion blanc sur case noire h4 | Roi noir sur case blanche a8 · Pion blanc sur case blanche a6 · Cavalier blanc sur case blanche c6 · Pion noir sur case blanche g6 · Roi blanc sur case noire c5 · Pion blanc sur case noire g5 · Pion noir sur case blanche h5 · Pion blanc sur case noire h4 | Roi noir sur case blanche a8 · Pion blanc sur case blanche a6 · Cavalier blanc sur case blanche c6 · Pion noir sur case blanche g6 · Roi blanc sur case noire c5 · Pion blanc sur case noire g5 · Pion noir sur case blanche h5 · Pion blanc sur case noire h4 | Roi noir sur case blanche a8 · Pion blanc sur case blanche a6 · Cavalier blanc sur case blanche c6 · Pion noir sur case blanche g6 · Roi blanc sur case noire c5 · Pion blanc sur case noire g5 · Pion noir sur case blanche h5 · Pion blanc sur case noire h4 | Roi noir sur case blanche a8 · Pion blanc sur case blanche a6 · Cavalier blanc sur case blanche c6 · Pion noir sur case blanche g6 · Roi blanc sur case noire c5 · Pion blanc sur case noire g5 · Pion noir sur case blanche h5 · Pion blanc sur case noire h4 | Roi noir sur case blanche a8 · Pion blanc sur case blanche a6 · Cavalier blanc sur case blanche c6 · Pion noir sur case blanche g6 · Roi blanc sur case noire c5 · Pion blanc sur case noire g5 · Pion noir sur case blanche h5 · Pion blanc sur case noire h4 | Roi noir sur case blanche a8 · Pion blanc sur case blanche a6 · Cavalier blanc sur case blanche c6 · Pion noir sur case blanche g6 · Roi blanc sur case noire c5 · Pion blanc sur case noire g5 · Pion noir sur case blanche h5 · Pion blanc sur case noire h4 | Roi noir sur case blanche a8 · Pion blanc sur case blanche a6 · Cavalier blanc sur case blanche c6 · Pion noir sur case blanche g6 · Roi blanc sur case noire c5 · Pion blanc sur case noire g5 · Pion noir sur case blanche h5 · Pion blanc sur case noire h4 | 8 |
| 7 | Roi noir sur case blanche a8 · Pion blanc sur case blanche a6 · Cavalier blanc sur case blanche c6 · Pion noir sur case blanche g6 · Roi blanc sur case noire c5 · Pion blanc sur case noire g5 · Pion noir sur case blanche h5 · Pion blanc sur case noire h4 | Roi noir sur case blanche a8 · Pion blanc sur case blanche a6 · Cavalier blanc sur case blanche c6 · Pion noir sur case blanche g6 · Roi blanc sur case noire c5 · Pion blanc sur case noire g5 · Pion noir sur case blanche h5 · Pion blanc sur case noire h4 | Roi noir sur case blanche a8 · Pion blanc sur case blanche a6 · Cavalier blanc sur case blanche c6 · Pion noir sur case blanche g6 · Roi blanc sur case noire c5 · Pion blanc sur case noire g5 · Pion noir sur case blanche h5 · Pion blanc sur case noire h4 | Roi noir sur case blanche a8 · Pion blanc sur case blanche a6 · Cavalier blanc sur case blanche c6 · Pion noir sur case blanche g6 · Roi blanc sur case noire c5 · Pion blanc sur case noire g5 · Pion noir sur case blanche h5 · Pion blanc sur case noire h4 | Roi noir sur case blanche a8 · Pion blanc sur case blanche a6 · Cavalier blanc sur case blanche c6 · Pion noir sur case blanche g6 · Roi blanc sur case noire c5 · Pion blanc sur case noire g5 · Pion noir sur case blanche h5 · Pion blanc sur case noire h4 | Roi noir sur case blanche a8 · Pion blanc sur case blanche a6 · Cavalier blanc sur case blanche c6 · Pion noir sur case blanche g6 · Roi blanc sur case noire c5 · Pion blanc sur case noire g5 · Pion noir sur case blanche h5 · Pion blanc sur case noire h4 | Roi noir sur case blanche a8 · Pion blanc sur case blanche a6 · Cavalier blanc sur case blanche c6 · Pion noir sur case blanche g6 · Roi blanc sur case noire c5 · Pion blanc sur case noire g5 · Pion noir sur case blanche h5 · Pion blanc sur case noire h4 | Roi noir sur case blanche a8 · Pion blanc sur case blanche a6 · Cavalier blanc sur case blanche c6 · Pion noir sur case blanche g6 · Roi blanc sur case noire c5 · Pion blanc sur case noire g5 · Pion noir sur case blanche h5 · Pion blanc sur case noire h4 | 7 |
| 6 | Roi noir sur case blanche a8 · Pion blanc sur case blanche a6 · Cavalier blanc sur case blanche c6 · Pion noir sur case blanche g6 · Roi blanc sur case noire c5 · Pion blanc sur case noire g5 · Pion noir sur case blanche h5 · Pion blanc sur case noire h4 | Roi noir sur case blanche a8 · Pion blanc sur case blanche a6 · Cavalier blanc sur case blanche c6 · Pion noir sur case blanche g6 · Roi blanc sur case noire c5 · Pion blanc sur case noire g5 · Pion noir sur case blanche h5 · Pion blanc sur case noire h4 | Roi noir sur case blanche a8 · Pion blanc sur case blanche a6 · Cavalier blanc sur case blanche c6 · Pion noir sur case blanche g6 · Roi blanc sur case noire c5 · Pion blanc sur case noire g5 · Pion noir sur case blanche h5 · Pion blanc sur case noire h4 | Roi noir sur case blanche a8 · Pion blanc sur case blanche a6 · Cavalier blanc sur case blanche c6 · Pion noir sur case blanche g6 · Roi blanc sur case noire c5 · Pion blanc sur case noire g5 · Pion noir sur case blanche h5 · Pion blanc sur case noire h4 | Roi noir sur case blanche a8 · Pion blanc sur case blanche a6 · Cavalier blanc sur case blanche c6 · Pion noir sur case blanche g6 · Roi blanc sur case noire c5 · Pion blanc sur case noire g5 · Pion noir sur case blanche h5 · Pion blanc sur case noire h4 | Roi noir sur case blanche a8 · Pion blanc sur case blanche a6 · Cavalier blanc sur case blanche c6 · Pion noir sur case blanche g6 · Roi blanc sur case noire c5 · Pion blanc sur case noire g5 · Pion noir sur case blanche h5 · Pion blanc sur case noire h4 | Roi noir sur case blanche a8 · Pion blanc sur case blanche a6 · Cavalier blanc sur case blanche c6 · Pion noir sur case blanche g6 · Roi blanc sur case noire c5 · Pion blanc sur case noire g5 · Pion noir sur case blanche h5 · Pion blanc sur case noire h4 | Roi noir sur case blanche a8 · Pion blanc sur case blanche a6 · Cavalier blanc sur case blanche c6 · Pion noir sur case blanche g6 · Roi blanc sur case noire c5 · Pion blanc sur case noire g5 · Pion noir sur case blanche h5 · Pion blanc sur case noire h4 | 6 |
| 5 | Roi noir sur case blanche a8 · Pion blanc sur case blanche a6 · Cavalier blanc sur case blanche c6 · Pion noir sur case blanche g6 · Roi blanc sur case noire c5 · Pion blanc sur case noire g5 · Pion noir sur case blanche h5 · Pion blanc sur case noire h4 | Roi noir sur case blanche a8 · Pion blanc sur case blanche a6 · Cavalier blanc sur case blanche c6 · Pion noir sur case blanche g6 · Roi blanc sur case noire c5 · Pion blanc sur case noire g5 · Pion noir sur case blanche h5 · Pion blanc sur case noire h4 | Roi noir sur case blanche a8 · Pion blanc sur case blanche a6 · Cavalier blanc sur case blanche c6 · Pion noir sur case blanche g6 · Roi blanc sur case noire c5 · Pion blanc sur case noire g5 · Pion noir sur case blanche h5 · Pion blanc sur case noire h4 | Roi noir sur case blanche a8 · Pion blanc sur case blanche a6 · Cavalier blanc sur case blanche c6 · Pion noir sur case blanche g6 · Roi blanc sur case noire c5 · Pion blanc sur case noire g5 · Pion noir sur case blanche h5 · Pion blanc sur case noire h4 | Roi noir sur case blanche a8 · Pion blanc sur case blanche a6 · Cavalier blanc sur case blanche c6 · Pion noir sur case blanche g6 · Roi blanc sur case noire c5 · Pion blanc sur case noire g5 · Pion noir sur case blanche h5 · Pion blanc sur case noire h4 | Roi noir sur case blanche a8 · Pion blanc sur case blanche a6 · Cavalier blanc sur case blanche c6 · Pion noir sur case blanche g6 · Roi blanc sur case noire c5 · Pion blanc sur case noire g5 · Pion noir sur case blanche h5 · Pion blanc sur case noire h4 | Roi noir sur case blanche a8 · Pion blanc sur case blanche a6 · Cavalier blanc sur case blanche c6 · Pion noir sur case blanche g6 · Roi blanc sur case noire c5 · Pion blanc sur case noire g5 · Pion noir sur case blanche h5 · Pion blanc sur case noire h4 | Roi noir sur case blanche a8 · Pion blanc sur case blanche a6 · Cavalier blanc sur case blanche c6 · Pion noir sur case blanche g6 · Roi blanc sur case noire c5 · Pion blanc sur case noire g5 · Pion noir sur case blanche h5 · Pion blanc sur case noire h4 | 5 |
| 4 | Roi noir sur case blanche a8 · Pion blanc sur case blanche a6 · Cavalier blanc sur case blanche c6 · Pion noir sur case blanche g6 · Roi blanc sur case noire c5 · Pion blanc sur case noire g5 · Pion noir sur case blanche h5 · Pion blanc sur case noire h4 | Roi noir sur case blanche a8 · Pion blanc sur case blanche a6 · Cavalier blanc sur case blanche c6 · Pion noir sur case blanche g6 · Roi blanc sur case noire c5 · Pion blanc sur case noire g5 · Pion noir sur case blanche h5 · Pion blanc sur case noire h4 | Roi noir sur case blanche a8 · Pion blanc sur case blanche a6 · Cavalier blanc sur case blanche c6 · Pion noir sur case blanche g6 · Roi blanc sur case noire c5 · Pion blanc sur case noire g5 · Pion noir sur case blanche h5 · Pion blanc sur case noire h4 | Roi noir sur case blanche a8 · Pion blanc sur case blanche a6 · Cavalier blanc sur case blanche c6 · Pion noir sur case blanche g6 · Roi blanc sur case noire c5 · Pion blanc sur case noire g5 · Pion noir sur case blanche h5 · Pion blanc sur case noire h4 | Roi noir sur case blanche a8 · Pion blanc sur case blanche a6 · Cavalier blanc sur case blanche c6 · Pion noir sur case blanche g6 · Roi blanc sur case noire c5 · Pion blanc sur case noire g5 · Pion noir sur case blanche h5 · Pion blanc sur case noire h4 | Roi noir sur case blanche a8 · Pion blanc sur case blanche a6 · Cavalier blanc sur case blanche c6 · Pion noir sur case blanche g6 · Roi blanc sur case noire c5 · Pion blanc sur case noire g5 · Pion noir sur case blanche h5 · Pion blanc sur case noire h4 | Roi noir sur case blanche a8 · Pion blanc sur case blanche a6 · Cavalier blanc sur case blanche c6 · Pion noir sur case blanche g6 · Roi blanc sur case noire c5 · Pion blanc sur case noire g5 · Pion noir sur case blanche h5 · Pion blanc sur case noire h4 | Roi noir sur case blanche a8 · Pion blanc sur case blanche a6 · Cavalier blanc sur case blanche c6 · Pion noir sur case blanche g6 · Roi blanc sur case noire c5 · Pion blanc sur case noire g5 · Pion noir sur case blanche h5 · Pion blanc sur case noire h4 | 4 |
| 3 | Roi noir sur case blanche a8 · Pion blanc sur case blanche a6 · Cavalier blanc sur case blanche c6 · Pion noir sur case blanche g6 · Roi blanc sur case noire c5 · Pion blanc sur case noire g5 · Pion noir sur case blanche h5 · Pion blanc sur case noire h4 | Roi noir sur case blanche a8 · Pion blanc sur case blanche a6 · Cavalier blanc sur case blanche c6 · Pion noir sur case blanche g6 · Roi blanc sur case noire c5 · Pion blanc sur case noire g5 · Pion noir sur case blanche h5 · Pion blanc sur case noire h4 | Roi noir sur case blanche a8 · Pion blanc sur case blanche a6 · Cavalier blanc sur case blanche c6 · Pion noir sur case blanche g6 · Roi blanc sur case noire c5 · Pion blanc sur case noire g5 · Pion noir sur case blanche h5 · Pion blanc sur case noire h4 | Roi noir sur case blanche a8 · Pion blanc sur case blanche a6 · Cavalier blanc sur case blanche c6 · Pion noir sur case blanche g6 · Roi blanc sur case noire c5 · Pion blanc sur case noire g5 · Pion noir sur case blanche h5 · Pion blanc sur case noire h4 | Roi noir sur case blanche a8 · Pion blanc sur case blanche a6 · Cavalier blanc sur case blanche c6 · Pion noir sur case blanche g6 · Roi blanc sur case noire c5 · Pion blanc sur case noire g5 · Pion noir sur case blanche h5 · Pion blanc sur case noire h4 | Roi noir sur case blanche a8 · Pion blanc sur case blanche a6 · Cavalier blanc sur case blanche c6 · Pion noir sur case blanche g6 · Roi blanc sur case noire c5 · Pion blanc sur case noire g5 · Pion noir sur case blanche h5 · Pion blanc sur case noire h4 | Roi noir sur case blanche a8 · Pion blanc sur case blanche a6 · Cavalier blanc sur case blanche c6 · Pion noir sur case blanche g6 · Roi blanc sur case noire c5 · Pion blanc sur case noire g5 · Pion noir sur case blanche h5 · Pion blanc sur case noire h4 | Roi noir sur case blanche a8 · Pion blanc sur case blanche a6 · Cavalier blanc sur case blanche c6 · Pion noir sur case blanche g6 · Roi blanc sur case noire c5 · Pion blanc sur case noire g5 · Pion noir sur case blanche h5 · Pion blanc sur case noire h4 | 3 |
| 2 | Roi noir sur case blanche a8 · Pion blanc sur case blanche a6 · Cavalier blanc sur case blanche c6 · Pion noir sur case blanche g6 · Roi blanc sur case noire c5 · Pion blanc sur case noire g5 · Pion noir sur case blanche h5 · Pion blanc sur case noire h4 | Roi noir sur case blanche a8 · Pion blanc sur case blanche a6 · Cavalier blanc sur case blanche c6 · Pion noir sur case blanche g6 · Roi blanc sur case noire c5 · Pion blanc sur case noire g5 · Pion noir sur case blanche h5 · Pion blanc sur case noire h4 | Roi noir sur case blanche a8 · Pion blanc sur case blanche a6 · Cavalier blanc sur case blanche c6 · Pion noir sur case blanche g6 · Roi blanc sur case noire c5 · Pion blanc sur case noire g5 · Pion noir sur case blanche h5 · Pion blanc sur case noire h4 | Roi noir sur case blanche a8 · Pion blanc sur case blanche a6 · Cavalier blanc sur case blanche c6 · Pion noir sur case blanche g6 · Roi blanc sur case noire c5 · Pion blanc sur case noire g5 · Pion noir sur case blanche h5 · Pion blanc sur case noire h4 | Roi noir sur case blanche a8 · Pion blanc sur case blanche a6 · Cavalier blanc sur case blanche c6 · Pion noir sur case blanche g6 · Roi blanc sur case noire c5 · Pion blanc sur case noire g5 · Pion noir sur case blanche h5 · Pion blanc sur case noire h4 | Roi noir sur case blanche a8 · Pion blanc sur case blanche a6 · Cavalier blanc sur case blanche c6 · Pion noir sur case blanche g6 · Roi blanc sur case noire c5 · Pion blanc sur case noire g5 · Pion noir sur case blanche h5 · Pion blanc sur case noire h4 | Roi noir sur case blanche a8 · Pion blanc sur case blanche a6 · Cavalier blanc sur case blanche c6 · Pion noir sur case blanche g6 · Roi blanc sur case noire c5 · Pion blanc sur case noire g5 · Pion noir sur case blanche h5 · Pion blanc sur case noire h4 | Roi noir sur case blanche a8 · Pion blanc sur case blanche a6 · Cavalier blanc sur case blanche c6 · Pion noir sur case blanche g6 · Roi blanc sur case noire c5 · Pion blanc sur case noire g5 · Pion noir sur case blanche h5 · Pion blanc sur case noire h4 | 2 |
| 1 | Roi noir sur case blanche a8 · Pion blanc sur case blanche a6 · Cavalier blanc sur case blanche c6 · Pion noir sur case blanche g6 · Roi blanc sur case noire c5 · Pion blanc sur case noire g5 · Pion noir sur case blanche h5 · Pion blanc sur case noire h4 | Roi noir sur case blanche a8 · Pion blanc sur case blanche a6 · Cavalier blanc sur case blanche c6 · Pion noir sur case blanche g6 · Roi blanc sur case noire c5 · Pion blanc sur case noire g5 · Pion noir sur case blanche h5 · Pion blanc sur case noire h4 | Roi noir sur case blanche a8 · Pion blanc sur case blanche a6 · Cavalier blanc sur case blanche c6 · Pion noir sur case blanche g6 · Roi blanc sur case noire c5 · Pion blanc sur case noire g5 · Pion noir sur case blanche h5 · Pion blanc sur case noire h4 | Roi noir sur case blanche a8 · Pion blanc sur case blanche a6 · Cavalier blanc sur case blanche c6 · Pion noir sur case blanche g6 · Roi blanc sur case noire c5 · Pion blanc sur case noire g5 · Pion noir sur case blanche h5 · Pion blanc sur case noire h4 | Roi noir sur case blanche a8 · Pion blanc sur case blanche a6 · Cavalier blanc sur case blanche c6 · Pion noir sur case blanche g6 · Roi blanc sur case noire c5 · Pion blanc sur case noire g5 · Pion noir sur case blanche h5 · Pion blanc sur case noire h4 | Roi noir sur case blanche a8 · Pion blanc sur case blanche a6 · Cavalier blanc sur case blanche c6 · Pion noir sur case blanche g6 · Roi blanc sur case noire c5 · Pion blanc sur case noire g5 · Pion noir sur case blanche h5 · Pion blanc sur case noire h4 | Roi noir sur case blanche a8 · Pion blanc sur case blanche a6 · Cavalier blanc sur case blanche c6 · Pion noir sur case blanche g6 · Roi blanc sur case noire c5 · Pion blanc sur case noire g5 · Pion noir sur case blanche h5 · Pion blanc sur case noire h4 | Roi noir sur case blanche a8 · Pion blanc sur case blanche a6 · Cavalier blanc sur case blanche c6 · Pion noir sur case blanche g6 · Roi blanc sur case noire c5 · Pion blanc sur case noire g5 · Pion noir sur case blanche h5 · Pion blanc sur case noire h4 | 1 |
|   | a | b | c | d | e | f | g | h |   |

### Evans - Reshevsky 1963
Le pat est rare à haut niveau de compétition. Voici cependant un exemple célèbre.
|   | a | b | c | d | e | f | g | h |   |
| 8 | Dame blanche sur case blanche c8 · Tour blanche sur case blanche f7 · Pion noir sur case noire g7 · Roi noir sur case blanche h7 · Pion noir sur case blanche b5 · Pion noir sur case noire e5 · Dame noire sur case noire g5 · Pion noir sur case blanche h5 · Pion blanc sur case noire b4 · Pion blanc sur case blanche e4 · Cavalier noir sur case noire f4 · Tour noire sur case noire e3 · Pion blanc sur case blanche f3 · Pion blanc sur case noire g3 · Pion blanc sur case blanche h3 · Roi blanc sur case noire h2 | Dame blanche sur case blanche c8 · Tour blanche sur case blanche f7 · Pion noir sur case noire g7 · Roi noir sur case blanche h7 · Pion noir sur case blanche b5 · Pion noir sur case noire e5 · Dame noire sur case noire g5 · Pion noir sur case blanche h5 · Pion blanc sur case noire b4 · Pion blanc sur case blanche e4 · Cavalier noir sur case noire f4 · Tour noire sur case noire e3 · Pion blanc sur case blanche f3 · Pion blanc sur case noire g3 · Pion blanc sur case blanche h3 · Roi blanc sur case noire h2 | Dame blanche sur case blanche c8 · Tour blanche sur case blanche f7 · Pion noir sur case noire g7 · Roi noir sur case blanche h7 · Pion noir sur case blanche b5 · Pion noir sur case noire e5 · Dame noire sur case noire g5 · Pion noir sur case blanche h5 · Pion blanc sur case noire b4 · Pion blanc sur case blanche e4 · Cavalier noir sur case noire f4 · Tour noire sur case noire e3 · Pion blanc sur case blanche f3 · Pion blanc sur case noire g3 · Pion blanc sur case blanche h3 · Roi blanc sur case noire h2 | Dame blanche sur case blanche c8 · Tour blanche sur case blanche f7 · Pion noir sur case noire g7 · Roi noir sur case blanche h7 · Pion noir sur case blanche b5 · Pion noir sur case noire e5 · Dame noire sur case noire g5 · Pion noir sur case blanche h5 · Pion blanc sur case noire b4 · Pion blanc sur case blanche e4 · Cavalier noir sur case noire f4 · Tour noire sur case noire e3 · Pion blanc sur case blanche f3 · Pion blanc sur case noire g3 · Pion blanc sur case blanche h3 · Roi blanc sur case noire h2 | Dame blanche sur case blanche c8 · Tour blanche sur case blanche f7 · Pion noir sur case noire g7 · Roi noir sur case blanche h7 · Pion noir sur case blanche b5 · Pion noir sur case noire e5 · Dame noire sur case noire g5 · Pion noir sur case blanche h5 · Pion blanc sur case noire b4 · Pion blanc sur case blanche e4 · Cavalier noir sur case noire f4 · Tour noire sur case noire e3 · Pion blanc sur case blanche f3 · Pion blanc sur case noire g3 · Pion blanc sur case blanche h3 · Roi blanc sur case noire h2 | Dame blanche sur case blanche c8 · Tour blanche sur case blanche f7 · Pion noir sur case noire g7 · Roi noir sur case blanche h7 · Pion noir sur case blanche b5 · Pion noir sur case noire e5 · Dame noire sur case noire g5 · Pion noir sur case blanche h5 · Pion blanc sur case noire b4 · Pion blanc sur case blanche e4 · Cavalier noir sur case noire f4 · Tour noire sur case noire e3 · Pion blanc sur case blanche f3 · Pion blanc sur case noire g3 · Pion blanc sur case blanche h3 · Roi blanc sur case noire h2 | Dame blanche sur case blanche c8 · Tour blanche sur case blanche f7 · Pion noir sur case noire g7 · Roi noir sur case blanche h7 · Pion noir sur case blanche b5 · Pion noir sur case noire e5 · Dame noire sur case noire g5 · Pion noir sur case blanche h5 · Pion blanc sur case noire b4 · Pion blanc sur case blanche e4 · Cavalier noir sur case noire f4 · Tour noire sur case noire e3 · Pion blanc sur case blanche f3 · Pion blanc sur case noire g3 · Pion blanc sur case blanche h3 · Roi blanc sur case noire h2 | Dame blanche sur case blanche c8 · Tour blanche sur case blanche f7 · Pion noir sur case noire g7 · Roi noir sur case blanche h7 · Pion noir sur case blanche b5 · Pion noir sur case noire e5 · Dame noire sur case noire g5 · Pion noir sur case blanche h5 · Pion blanc sur case noire b4 · Pion blanc sur case blanche e4 · Cavalier noir sur case noire f4 · Tour noire sur case noire e3 · Pion blanc sur case blanche f3 · Pion blanc sur case noire g3 · Pion blanc sur case blanche h3 · Roi blanc sur case noire h2 | 8 |
| 7 | Dame blanche sur case blanche c8 · Tour blanche sur case blanche f7 · Pion noir sur case noire g7 · Roi noir sur case blanche h7 · Pion noir sur case blanche b5 · Pion noir sur case noire e5 · Dame noire sur case noire g5 · Pion noir sur case blanche h5 · Pion blanc sur case noire b4 · Pion blanc sur case blanche e4 · Cavalier noir sur case noire f4 · Tour noire sur case noire e3 · Pion blanc sur case blanche f3 · Pion blanc sur case noire g3 · Pion blanc sur case blanche h3 · Roi blanc sur case noire h2 | Dame blanche sur case blanche c8 · Tour blanche sur case blanche f7 · Pion noir sur case noire g7 · Roi noir sur case blanche h7 · Pion noir sur case blanche b5 · Pion noir sur case noire e5 · Dame noire sur case noire g5 · Pion noir sur case blanche h5 · Pion blanc sur case noire b4 · Pion blanc sur case blanche e4 · Cavalier noir sur case noire f4 · Tour noire sur case noire e3 · Pion blanc sur case blanche f3 · Pion blanc sur case noire g3 · Pion blanc sur case blanche h3 · Roi blanc sur case noire h2 | Dame blanche sur case blanche c8 · Tour blanche sur case blanche f7 · Pion noir sur case noire g7 · Roi noir sur case blanche h7 · Pion noir sur case blanche b5 · Pion noir sur case noire e5 · Dame noire sur case noire g5 · Pion noir sur case blanche h5 · Pion blanc sur case noire b4 · Pion blanc sur case blanche e4 · Cavalier noir sur case noire f4 · Tour noire sur case noire e3 · Pion blanc sur case blanche f3 · Pion blanc sur case noire g3 · Pion blanc sur case blanche h3 · Roi blanc sur case noire h2 | Dame blanche sur case blanche c8 · Tour blanche sur case blanche f7 · Pion noir sur case noire g7 · Roi noir sur case blanche h7 · Pion noir sur case blanche b5 · Pion noir sur case noire e5 · Dame noire sur case noire g5 · Pion noir sur case blanche h5 · Pion blanc sur case noire b4 · Pion blanc sur case blanche e4 · Cavalier noir sur case noire f4 · Tour noire sur case noire e3 · Pion blanc sur case blanche f3 · Pion blanc sur case noire g3 · Pion blanc sur case blanche h3 · Roi blanc sur case noire h2 | Dame blanche sur case blanche c8 · Tour blanche sur case blanche f7 · Pion noir sur case noire g7 · Roi noir sur case blanche h7 · Pion noir sur case blanche b5 · Pion noir sur case noire e5 · Dame noire sur case noire g5 · Pion noir sur case blanche h5 · Pion blanc sur case noire b4 · Pion blanc sur case blanche e4 · Cavalier noir sur case noire f4 · Tour noire sur case noire e3 · Pion blanc sur case blanche f3 · Pion blanc sur case noire g3 · Pion blanc sur case blanche h3 · Roi blanc sur case noire h2 | Dame blanche sur case blanche c8 · Tour blanche sur case blanche f7 · Pion noir sur case noire g7 · Roi noir sur case blanche h7 · Pion noir sur case blanche b5 · Pion noir sur case noire e5 · Dame noire sur case noire g5 · Pion noir sur case blanche h5 · Pion blanc sur case noire b4 · Pion blanc sur case blanche e4 · Cavalier noir sur case noire f4 · Tour noire sur case noire e3 · Pion blanc sur case blanche f3 · Pion blanc sur case noire g3 · Pion blanc sur case blanche h3 · Roi blanc sur case noire h2 | Dame blanche sur case blanche c8 · Tour blanche sur case blanche f7 · Pion noir sur case noire g7 · Roi noir sur case blanche h7 · Pion noir sur case blanche b5 · Pion noir sur case noire e5 · Dame noire sur case noire g5 · Pion noir sur case blanche h5 · Pion blanc sur case noire b4 · Pion blanc sur case blanche e4 · Cavalier noir sur case noire f4 · Tour noire sur case noire e3 · Pion blanc sur case blanche f3 · Pion blanc sur case noire g3 · Pion blanc sur case blanche h3 · Roi blanc sur case noire h2 | Dame blanche sur case blanche c8 · Tour blanche sur case blanche f7 · Pion noir sur case noire g7 · Roi noir sur case blanche h7 · Pion noir sur case blanche b5 · Pion noir sur case noire e5 · Dame noire sur case noire g5 · Pion noir sur case blanche h5 · Pion blanc sur case noire b4 · Pion blanc sur case blanche e4 · Cavalier noir sur case noire f4 · Tour noire sur case noire e3 · Pion blanc sur case blanche f3 · Pion blanc sur case noire g3 · Pion blanc sur case blanche h3 · Roi blanc sur case noire h2 | 7 |
| 6 | Dame blanche sur case blanche c8 · Tour blanche sur case blanche f7 · Pion noir sur case noire g7 · Roi noir sur case blanche h7 · Pion noir sur case blanche b5 · Pion noir sur case noire e5 · Dame noire sur case noire g5 · Pion noir sur case blanche h5 · Pion blanc sur case noire b4 · Pion blanc sur case blanche e4 · Cavalier noir sur case noire f4 · Tour noire sur case noire e3 · Pion blanc sur case blanche f3 · Pion blanc sur case noire g3 · Pion blanc sur case blanche h3 · Roi blanc sur case noire h2 | Dame blanche sur case blanche c8 · Tour blanche sur case blanche f7 · Pion noir sur case noire g7 · Roi noir sur case blanche h7 · Pion noir sur case blanche b5 · Pion noir sur case noire e5 · Dame noire sur case noire g5 · Pion noir sur case blanche h5 · Pion blanc sur case noire b4 · Pion blanc sur case blanche e4 · Cavalier noir sur case noire f4 · Tour noire sur case noire e3 · Pion blanc sur case blanche f3 · Pion blanc sur case noire g3 · Pion blanc sur case blanche h3 · Roi blanc sur case noire h2 | Dame blanche sur case blanche c8 · Tour blanche sur case blanche f7 · Pion noir sur case noire g7 · Roi noir sur case blanche h7 · Pion noir sur case blanche b5 · Pion noir sur case noire e5 · Dame noire sur case noire g5 · Pion noir sur case blanche h5 · Pion blanc sur case noire b4 · Pion blanc sur case blanche e4 · Cavalier noir sur case noire f4 · Tour noire sur case noire e3 · Pion blanc sur case blanche f3 · Pion blanc sur case noire g3 · Pion blanc sur case blanche h3 · Roi blanc sur case noire h2 | Dame blanche sur case blanche c8 · Tour blanche sur case blanche f7 · Pion noir sur case noire g7 · Roi noir sur case blanche h7 · Pion noir sur case blanche b5 · Pion noir sur case noire e5 · Dame noire sur case noire g5 · Pion noir sur case blanche h5 · Pion blanc sur case noire b4 · Pion blanc sur case blanche e4 · Cavalier noir sur case noire f4 · Tour noire sur case noire e3 · Pion blanc sur case blanche f3 · Pion blanc sur case noire g3 · Pion blanc sur case blanche h3 · Roi blanc sur case noire h2 | Dame blanche sur case blanche c8 · Tour blanche sur case blanche f7 · Pion noir sur case noire g7 · Roi noir sur case blanche h7 · Pion noir sur case blanche b5 · Pion noir sur case noire e5 · Dame noire sur case noire g5 · Pion noir sur case blanche h5 · Pion blanc sur case noire b4 · Pion blanc sur case blanche e4 · Cavalier noir sur case noire f4 · Tour noire sur case noire e3 · Pion blanc sur case blanche f3 · Pion blanc sur case noire g3 · Pion blanc sur case blanche h3 · Roi blanc sur case noire h2 | Dame blanche sur case blanche c8 · Tour blanche sur case blanche f7 · Pion noir sur case noire g7 · Roi noir sur case blanche h7 · Pion noir sur case blanche b5 · Pion noir sur case noire e5 · Dame noire sur case noire g5 · Pion noir sur case blanche h5 · Pion blanc sur case noire b4 · Pion blanc sur case blanche e4 · Cavalier noir sur case noire f4 · Tour noire sur case noire e3 · Pion blanc sur case blanche f3 · Pion blanc sur case noire g3 · Pion blanc sur case blanche h3 · Roi blanc sur case noire h2 | Dame blanche sur case blanche c8 · Tour blanche sur case blanche f7 · Pion noir sur case noire g7 · Roi noir sur case blanche h7 · Pion noir sur case blanche b5 · Pion noir sur case noire e5 · Dame noire sur case noire g5 · Pion noir sur case blanche h5 · Pion blanc sur case noire b4 · Pion blanc sur case blanche e4 · Cavalier noir sur case noire f4 · Tour noire sur case noire e3 · Pion blanc sur case blanche f3 · Pion blanc sur case noire g3 · Pion blanc sur case blanche h3 · Roi blanc sur case noire h2 | Dame blanche sur case blanche c8 · Tour blanche sur case blanche f7 · Pion noir sur case noire g7 · Roi noir sur case blanche h7 · Pion noir sur case blanche b5 · Pion noir sur case noire e5 · Dame noire sur case noire g5 · Pion noir sur case blanche h5 · Pion blanc sur case noire b4 · Pion blanc sur case blanche e4 · Cavalier noir sur case noire f4 · Tour noire sur case noire e3 · Pion blanc sur case blanche f3 · Pion blanc sur case noire g3 · Pion blanc sur case blanche h3 · Roi blanc sur case noire h2 | 6 |
| 5 | Dame blanche sur case blanche c8 · Tour blanche sur case blanche f7 · Pion noir sur case noire g7 · Roi noir sur case blanche h7 · Pion noir sur case blanche b5 · Pion noir sur case noire e5 · Dame noire sur case noire g5 · Pion noir sur case blanche h5 · Pion blanc sur case noire b4 · Pion blanc sur case blanche e4 · Cavalier noir sur case noire f4 · Tour noire sur case noire e3 · Pion blanc sur case blanche f3 · Pion blanc sur case noire g3 · Pion blanc sur case blanche h3 · Roi blanc sur case noire h2 | Dame blanche sur case blanche c8 · Tour blanche sur case blanche f7 · Pion noir sur case noire g7 · Roi noir sur case blanche h7 · Pion noir sur case blanche b5 · Pion noir sur case noire e5 · Dame noire sur case noire g5 · Pion noir sur case blanche h5 · Pion blanc sur case noire b4 · Pion blanc sur case blanche e4 · Cavalier noir sur case noire f4 · Tour noire sur case noire e3 · Pion blanc sur case blanche f3 · Pion blanc sur case noire g3 · Pion blanc sur case blanche h3 · Roi blanc sur case noire h2 | Dame blanche sur case blanche c8 · Tour blanche sur case blanche f7 · Pion noir sur case noire g7 · Roi noir sur case blanche h7 · Pion noir sur case blanche b5 · Pion noir sur case noire e5 · Dame noire sur case noire g5 · Pion noir sur case blanche h5 · Pion blanc sur case noire b4 · Pion blanc sur case blanche e4 · Cavalier noir sur case noire f4 · Tour noire sur case noire e3 · Pion blanc sur case blanche f3 · Pion blanc sur case noire g3 · Pion blanc sur case blanche h3 · Roi blanc sur case noire h2 | Dame blanche sur case blanche c8 · Tour blanche sur case blanche f7 · Pion noir sur case noire g7 · Roi noir sur case blanche h7 · Pion noir sur case blanche b5 · Pion noir sur case noire e5 · Dame noire sur case noire g5 · Pion noir sur case blanche h5 · Pion blanc sur case noire b4 · Pion blanc sur case blanche e4 · Cavalier noir sur case noire f4 · Tour noire sur case noire e3 · Pion blanc sur case blanche f3 · Pion blanc sur case noire g3 · Pion blanc sur case blanche h3 · Roi blanc sur case noire h2 | Dame blanche sur case blanche c8 · Tour blanche sur case blanche f7 · Pion noir sur case noire g7 · Roi noir sur case blanche h7 · Pion noir sur case blanche b5 · Pion noir sur case noire e5 · Dame noire sur case noire g5 · Pion noir sur case blanche h5 · Pion blanc sur case noire b4 · Pion blanc sur case blanche e4 · Cavalier noir sur case noire f4 · Tour noire sur case noire e3 · Pion blanc sur case blanche f3 · Pion blanc sur case noire g3 · Pion blanc sur case blanche h3 · Roi blanc sur case noire h2 | Dame blanche sur case blanche c8 · Tour blanche sur case blanche f7 · Pion noir sur case noire g7 · Roi noir sur case blanche h7 · Pion noir sur case blanche b5 · Pion noir sur case noire e5 · Dame noire sur case noire g5 · Pion noir sur case blanche h5 · Pion blanc sur case noire b4 · Pion blanc sur case blanche e4 · Cavalier noir sur case noire f4 · Tour noire sur case noire e3 · Pion blanc sur case blanche f3 · Pion blanc sur case noire g3 · Pion blanc sur case blanche h3 · Roi blanc sur case noire h2 | Dame blanche sur case blanche c8 · Tour blanche sur case blanche f7 · Pion noir sur case noire g7 · Roi noir sur case blanche h7 · Pion noir sur case blanche b5 · Pion noir sur case noire e5 · Dame noire sur case noire g5 · Pion noir sur case blanche h5 · Pion blanc sur case noire b4 · Pion blanc sur case blanche e4 · Cavalier noir sur case noire f4 · Tour noire sur case noire e3 · Pion blanc sur case blanche f3 · Pion blanc sur case noire g3 · Pion blanc sur case blanche h3 · Roi blanc sur case noire h2 | Dame blanche sur case blanche c8 · Tour blanche sur case blanche f7 · Pion noir sur case noire g7 · Roi noir sur case blanche h7 · Pion noir sur case blanche b5 · Pion noir sur case noire e5 · Dame noire sur case noire g5 · Pion noir sur case blanche h5 · Pion blanc sur case noire b4 · Pion blanc sur case blanche e4 · Cavalier noir sur case noire f4 · Tour noire sur case noire e3 · Pion blanc sur case blanche f3 · Pion blanc sur case noire g3 · Pion blanc sur case blanche h3 · Roi blanc sur case noire h2 | 5 |
| 4 | Dame blanche sur case blanche c8 · Tour blanche sur case blanche f7 · Pion noir sur case noire g7 · Roi noir sur case blanche h7 · Pion noir sur case blanche b5 · Pion noir sur case noire e5 · Dame noire sur case noire g5 · Pion noir sur case blanche h5 · Pion blanc sur case noire b4 · Pion blanc sur case blanche e4 · Cavalier noir sur case noire f4 · Tour noire sur case noire e3 · Pion blanc sur case blanche f3 · Pion blanc sur case noire g3 · Pion blanc sur case blanche h3 · Roi blanc sur case noire h2 | Dame blanche sur case blanche c8 · Tour blanche sur case blanche f7 · Pion noir sur case noire g7 · Roi noir sur case blanche h7 · Pion noir sur case blanche b5 · Pion noir sur case noire e5 · Dame noire sur case noire g5 · Pion noir sur case blanche h5 · Pion blanc sur case noire b4 · Pion blanc sur case blanche e4 · Cavalier noir sur case noire f4 · Tour noire sur case noire e3 · Pion blanc sur case blanche f3 · Pion blanc sur case noire g3 · Pion blanc sur case blanche h3 · Roi blanc sur case noire h2 | Dame blanche sur case blanche c8 · Tour blanche sur case blanche f7 · Pion noir sur case noire g7 · Roi noir sur case blanche h7 · Pion noir sur case blanche b5 · Pion noir sur case noire e5 · Dame noire sur case noire g5 · Pion noir sur case blanche h5 · Pion blanc sur case noire b4 · Pion blanc sur case blanche e4 · Cavalier noir sur case noire f4 · Tour noire sur case noire e3 · Pion blanc sur case blanche f3 · Pion blanc sur case noire g3 · Pion blanc sur case blanche h3 · Roi blanc sur case noire h2 | Dame blanche sur case blanche c8 · Tour blanche sur case blanche f7 · Pion noir sur case noire g7 · Roi noir sur case blanche h7 · Pion noir sur case blanche b5 · Pion noir sur case noire e5 · Dame noire sur case noire g5 · Pion noir sur case blanche h5 · Pion blanc sur case noire b4 · Pion blanc sur case blanche e4 · Cavalier noir sur case noire f4 · Tour noire sur case noire e3 · Pion blanc sur case blanche f3 · Pion blanc sur case noire g3 · Pion blanc sur case blanche h3 · Roi blanc sur case noire h2 | Dame blanche sur case blanche c8 · Tour blanche sur case blanche f7 · Pion noir sur case noire g7 · Roi noir sur case blanche h7 · Pion noir sur case blanche b5 · Pion noir sur case noire e5 · Dame noire sur case noire g5 · Pion noir sur case blanche h5 · Pion blanc sur case noire b4 · Pion blanc sur case blanche e4 · Cavalier noir sur case noire f4 · Tour noire sur case noire e3 · Pion blanc sur case blanche f3 · Pion blanc sur case noire g3 · Pion blanc sur case blanche h3 · Roi blanc sur case noire h2 | Dame blanche sur case blanche c8 · Tour blanche sur case blanche f7 · Pion noir sur case noire g7 · Roi noir sur case blanche h7 · Pion noir sur case blanche b5 · Pion noir sur case noire e5 · Dame noire sur case noire g5 · Pion noir sur case blanche h5 · Pion blanc sur case noire b4 · Pion blanc sur case blanche e4 · Cavalier noir sur case noire f4 · Tour noire sur case noire e3 · Pion blanc sur case blanche f3 · Pion blanc sur case noire g3 · Pion blanc sur case blanche h3 · Roi blanc sur case noire h2 | Dame blanche sur case blanche c8 · Tour blanche sur case blanche f7 · Pion noir sur case noire g7 · Roi noir sur case blanche h7 · Pion noir sur case blanche b5 · Pion noir sur case noire e5 · Dame noire sur case noire g5 · Pion noir sur case blanche h5 · Pion blanc sur case noire b4 · Pion blanc sur case blanche e4 · Cavalier noir sur case noire f4 · Tour noire sur case noire e3 · Pion blanc sur case blanche f3 · Pion blanc sur case noire g3 · Pion blanc sur case blanche h3 · Roi blanc sur case noire h2 | Dame blanche sur case blanche c8 · Tour blanche sur case blanche f7 · Pion noir sur case noire g7 · Roi noir sur case blanche h7 · Pion noir sur case blanche b5 · Pion noir sur case noire e5 · Dame noire sur case noire g5 · Pion noir sur case blanche h5 · Pion blanc sur case noire b4 · Pion blanc sur case blanche e4 · Cavalier noir sur case noire f4 · Tour noire sur case noire e3 · Pion blanc sur case blanche f3 · Pion blanc sur case noire g3 · Pion blanc sur case blanche h3 · Roi blanc sur case noire h2 | 4 |
| 3 | Dame blanche sur case blanche c8 · Tour blanche sur case blanche f7 · Pion noir sur case noire g7 · Roi noir sur case blanche h7 · Pion noir sur case blanche b5 · Pion noir sur case noire e5 · Dame noire sur case noire g5 · Pion noir sur case blanche h5 · Pion blanc sur case noire b4 · Pion blanc sur case blanche e4 · Cavalier noir sur case noire f4 · Tour noire sur case noire e3 · Pion blanc sur case blanche f3 · Pion blanc sur case noire g3 · Pion blanc sur case blanche h3 · Roi blanc sur case noire h2 | Dame blanche sur case blanche c8 · Tour blanche sur case blanche f7 · Pion noir sur case noire g7 · Roi noir sur case blanche h7 · Pion noir sur case blanche b5 · Pion noir sur case noire e5 · Dame noire sur case noire g5 · Pion noir sur case blanche h5 · Pion blanc sur case noire b4 · Pion blanc sur case blanche e4 · Cavalier noir sur case noire f4 · Tour noire sur case noire e3 · Pion blanc sur case blanche f3 · Pion blanc sur case noire g3 · Pion blanc sur case blanche h3 · Roi blanc sur case noire h2 | Dame blanche sur case blanche c8 · Tour blanche sur case blanche f7 · Pion noir sur case noire g7 · Roi noir sur case blanche h7 · Pion noir sur case blanche b5 · Pion noir sur case noire e5 · Dame noire sur case noire g5 · Pion noir sur case blanche h5 · Pion blanc sur case noire b4 · Pion blanc sur case blanche e4 · Cavalier noir sur case noire f4 · Tour noire sur case noire e3 · Pion blanc sur case blanche f3 · Pion blanc sur case noire g3 · Pion blanc sur case blanche h3 · Roi blanc sur case noire h2 | Dame blanche sur case blanche c8 · Tour blanche sur case blanche f7 · Pion noir sur case noire g7 · Roi noir sur case blanche h7 · Pion noir sur case blanche b5 · Pion noir sur case noire e5 · Dame noire sur case noire g5 · Pion noir sur case blanche h5 · Pion blanc sur case noire b4 · Pion blanc sur case blanche e4 · Cavalier noir sur case noire f4 · Tour noire sur case noire e3 · Pion blanc sur case blanche f3 · Pion blanc sur case noire g3 · Pion blanc sur case blanche h3 · Roi blanc sur case noire h2 | Dame blanche sur case blanche c8 · Tour blanche sur case blanche f7 · Pion noir sur case noire g7 · Roi noir sur case blanche h7 · Pion noir sur case blanche b5 · Pion noir sur case noire e5 · Dame noire sur case noire g5 · Pion noir sur case blanche h5 · Pion blanc sur case noire b4 · Pion blanc sur case blanche e4 · Cavalier noir sur case noire f4 · Tour noire sur case noire e3 · Pion blanc sur case blanche f3 · Pion blanc sur case noire g3 · Pion blanc sur case blanche h3 · Roi blanc sur case noire h2 | Dame blanche sur case blanche c8 · Tour blanche sur case blanche f7 · Pion noir sur case noire g7 · Roi noir sur case blanche h7 · Pion noir sur case blanche b5 · Pion noir sur case noire e5 · Dame noire sur case noire g5 · Pion noir sur case blanche h5 · Pion blanc sur case noire b4 · Pion blanc sur case blanche e4 · Cavalier noir sur case noire f4 · Tour noire sur case noire e3 · Pion blanc sur case blanche f3 · Pion blanc sur case noire g3 · Pion blanc sur case blanche h3 · Roi blanc sur case noire h2 | Dame blanche sur case blanche c8 · Tour blanche sur case blanche f7 · Pion noir sur case noire g7 · Roi noir sur case blanche h7 · Pion noir sur case blanche b5 · Pion noir sur case noire e5 · Dame noire sur case noire g5 · Pion noir sur case blanche h5 · Pion blanc sur case noire b4 · Pion blanc sur case blanche e4 · Cavalier noir sur case noire f4 · Tour noire sur case noire e3 · Pion blanc sur case blanche f3 · Pion blanc sur case noire g3 · Pion blanc sur case blanche h3 · Roi blanc sur case noire h2 | Dame blanche sur case blanche c8 · Tour blanche sur case blanche f7 · Pion noir sur case noire g7 · Roi noir sur case blanche h7 · Pion noir sur case blanche b5 · Pion noir sur case noire e5 · Dame noire sur case noire g5 · Pion noir sur case blanche h5 · Pion blanc sur case noire b4 · Pion blanc sur case blanche e4 · Cavalier noir sur case noire f4 · Tour noire sur case noire e3 · Pion blanc sur case blanche f3 · Pion blanc sur case noire g3 · Pion blanc sur case blanche h3 · Roi blanc sur case noire h2 | 3 |
| 2 | Dame blanche sur case blanche c8 · Tour blanche sur case blanche f7 · Pion noir sur case noire g7 · Roi noir sur case blanche h7 · Pion noir sur case blanche b5 · Pion noir sur case noire e5 · Dame noire sur case noire g5 · Pion noir sur case blanche h5 · Pion blanc sur case noire b4 · Pion blanc sur case blanche e4 · Cavalier noir sur case noire f4 · Tour noire sur case noire e3 · Pion blanc sur case blanche f3 · Pion blanc sur case noire g3 · Pion blanc sur case blanche h3 · Roi blanc sur case noire h2 | Dame blanche sur case blanche c8 · Tour blanche sur case blanche f7 · Pion noir sur case noire g7 · Roi noir sur case blanche h7 · Pion noir sur case blanche b5 · Pion noir sur case noire e5 · Dame noire sur case noire g5 · Pion noir sur case blanche h5 · Pion blanc sur case noire b4 · Pion blanc sur case blanche e4 · Cavalier noir sur case noire f4 · Tour noire sur case noire e3 · Pion blanc sur case blanche f3 · Pion blanc sur case noire g3 · Pion blanc sur case blanche h3 · Roi blanc sur case noire h2 | Dame blanche sur case blanche c8 · Tour blanche sur case blanche f7 · Pion noir sur case noire g7 · Roi noir sur case blanche h7 · Pion noir sur case blanche b5 · Pion noir sur case noire e5 · Dame noire sur case noire g5 · Pion noir sur case blanche h5 · Pion blanc sur case noire b4 · Pion blanc sur case blanche e4 · Cavalier noir sur case noire f4 · Tour noire sur case noire e3 · Pion blanc sur case blanche f3 · Pion blanc sur case noire g3 · Pion blanc sur case blanche h3 · Roi blanc sur case noire h2 | Dame blanche sur case blanche c8 · Tour blanche sur case blanche f7 · Pion noir sur case noire g7 · Roi noir sur case blanche h7 · Pion noir sur case blanche b5 · Pion noir sur case noire e5 · Dame noire sur case noire g5 · Pion noir sur case blanche h5 · Pion blanc sur case noire b4 · Pion blanc sur case blanche e4 · Cavalier noir sur case noire f4 · Tour noire sur case noire e3 · Pion blanc sur case blanche f3 · Pion blanc sur case noire g3 · Pion blanc sur case blanche h3 · Roi blanc sur case noire h2 | Dame blanche sur case blanche c8 · Tour blanche sur case blanche f7 · Pion noir sur case noire g7 · Roi noir sur case blanche h7 · Pion noir sur case blanche b5 · Pion noir sur case noire e5 · Dame noire sur case noire g5 · Pion noir sur case blanche h5 · Pion blanc sur case noire b4 · Pion blanc sur case blanche e4 · Cavalier noir sur case noire f4 · Tour noire sur case noire e3 · Pion blanc sur case blanche f3 · Pion blanc sur case noire g3 · Pion blanc sur case blanche h3 · Roi blanc sur case noire h2 | Dame blanche sur case blanche c8 · Tour blanche sur case blanche f7 · Pion noir sur case noire g7 · Roi noir sur case blanche h7 · Pion noir sur case blanche b5 · Pion noir sur case noire e5 · Dame noire sur case noire g5 · Pion noir sur case blanche h5 · Pion blanc sur case noire b4 · Pion blanc sur case blanche e4 · Cavalier noir sur case noire f4 · Tour noire sur case noire e3 · Pion blanc sur case blanche f3 · Pion blanc sur case noire g3 · Pion blanc sur case blanche h3 · Roi blanc sur case noire h2 | Dame blanche sur case blanche c8 · Tour blanche sur case blanche f7 · Pion noir sur case noire g7 · Roi noir sur case blanche h7 · Pion noir sur case blanche b5 · Pion noir sur case noire e5 · Dame noire sur case noire g5 · Pion noir sur case blanche h5 · Pion blanc sur case noire b4 · Pion blanc sur case blanche e4 · Cavalier noir sur case noire f4 · Tour noire sur case noire e3 · Pion blanc sur case blanche f3 · Pion blanc sur case noire g3 · Pion blanc sur case blanche h3 · Roi blanc sur case noire h2 | Dame blanche sur case blanche c8 · Tour blanche sur case blanche f7 · Pion noir sur case noire g7 · Roi noir sur case blanche h7 · Pion noir sur case blanche b5 · Pion noir sur case noire e5 · Dame noire sur case noire g5 · Pion noir sur case blanche h5 · Pion blanc sur case noire b4 · Pion blanc sur case blanche e4 · Cavalier noir sur case noire f4 · Tour noire sur case noire e3 · Pion blanc sur case blanche f3 · Pion blanc sur case noire g3 · Pion blanc sur case blanche h3 · Roi blanc sur case noire h2 | 2 |
| 1 | Dame blanche sur case blanche c8 · Tour blanche sur case blanche f7 · Pion noir sur case noire g7 · Roi noir sur case blanche h7 · Pion noir sur case blanche b5 · Pion noir sur case noire e5 · Dame noire sur case noire g5 · Pion noir sur case blanche h5 · Pion blanc sur case noire b4 · Pion blanc sur case blanche e4 · Cavalier noir sur case noire f4 · Tour noire sur case noire e3 · Pion blanc sur case blanche f3 · Pion blanc sur case noire g3 · Pion blanc sur case blanche h3 · Roi blanc sur case noire h2 | Dame blanche sur case blanche c8 · Tour blanche sur case blanche f7 · Pion noir sur case noire g7 · Roi noir sur case blanche h7 · Pion noir sur case blanche b5 · Pion noir sur case noire e5 · Dame noire sur case noire g5 · Pion noir sur case blanche h5 · Pion blanc sur case noire b4 · Pion blanc sur case blanche e4 · Cavalier noir sur case noire f4 · Tour noire sur case noire e3 · Pion blanc sur case blanche f3 · Pion blanc sur case noire g3 · Pion blanc sur case blanche h3 · Roi blanc sur case noire h2 | Dame blanche sur case blanche c8 · Tour blanche sur case blanche f7 · Pion noir sur case noire g7 · Roi noir sur case blanche h7 · Pion noir sur case blanche b5 · Pion noir sur case noire e5 · Dame noire sur case noire g5 · Pion noir sur case blanche h5 · Pion blanc sur case noire b4 · Pion blanc sur case blanche e4 · Cavalier noir sur case noire f4 · Tour noire sur case noire e3 · Pion blanc sur case blanche f3 · Pion blanc sur case noire g3 · Pion blanc sur case blanche h3 · Roi blanc sur case noire h2 | Dame blanche sur case blanche c8 · Tour blanche sur case blanche f7 · Pion noir sur case noire g7 · Roi noir sur case blanche h7 · Pion noir sur case blanche b5 · Pion noir sur case noire e5 · Dame noire sur case noire g5 · Pion noir sur case blanche h5 · Pion blanc sur case noire b4 · Pion blanc sur case blanche e4 · Cavalier noir sur case noire f4 · Tour noire sur case noire e3 · Pion blanc sur case blanche f3 · Pion blanc sur case noire g3 · Pion blanc sur case blanche h3 · Roi blanc sur case noire h2 | Dame blanche sur case blanche c8 · Tour blanche sur case blanche f7 · Pion noir sur case noire g7 · Roi noir sur case blanche h7 · Pion noir sur case blanche b5 · Pion noir sur case noire e5 · Dame noire sur case noire g5 · Pion noir sur case blanche h5 · Pion blanc sur case noire b4 · Pion blanc sur case blanche e4 · Cavalier noir sur case noire f4 · Tour noire sur case noire e3 · Pion blanc sur case blanche f3 · Pion blanc sur case noire g3 · Pion blanc sur case blanche h3 · Roi blanc sur case noire h2 | Dame blanche sur case blanche c8 · Tour blanche sur case blanche f7 · Pion noir sur case noire g7 · Roi noir sur case blanche h7 · Pion noir sur case blanche b5 · Pion noir sur case noire e5 · Dame noire sur case noire g5 · Pion noir sur case blanche h5 · Pion blanc sur case noire b4 · Pion blanc sur case blanche e4 · Cavalier noir sur case noire f4 · Tour noire sur case noire e3 · Pion blanc sur case blanche f3 · Pion blanc sur case noire g3 · Pion blanc sur case blanche h3 · Roi blanc sur case noire h2 | Dame blanche sur case blanche c8 · Tour blanche sur case blanche f7 · Pion noir sur case noire g7 · Roi noir sur case blanche h7 · Pion noir sur case blanche b5 · Pion noir sur case noire e5 · Dame noire sur case noire g5 · Pion noir sur case blanche h5 · Pion blanc sur case noire b4 · Pion blanc sur case blanche e4 · Cavalier noir sur case noire f4 · Tour noire sur case noire e3 · Pion blanc sur case blanche f3 · Pion blanc sur case noire g3 · Pion blanc sur case blanche h3 · Roi blanc sur case noire h2 | Dame blanche sur case blanche c8 · Tour blanche sur case blanche f7 · Pion noir sur case noire g7 · Roi noir sur case blanche h7 · Pion noir sur case blanche b5 · Pion noir sur case noire e5 · Dame noire sur case noire g5 · Pion noir sur case blanche h5 · Pion blanc sur case noire b4 · Pion blanc sur case blanche e4 · Cavalier noir sur case noire f4 · Tour noire sur case noire e3 · Pion blanc sur case blanche f3 · Pion blanc sur case noire g3 · Pion blanc sur case blanche h3 · Roi blanc sur case noire h2 | 1 |
|   | a | b | c | d | e | f | g | h |   |

|   | a | b | c | d | e | f | g | h |   |
| 8 | Roi noir sur case blanche g8 · Tour blanche sur case noire g7 · Pion noir sur case blanche b5 · Pion noir sur case noire e5 · Pion noir sur case blanche h5 · Pion blanc sur case noire b4 · Pion blanc sur case blanche e4 · Cavalier noir sur case noire f4 · Pion blanc sur case noire h4 · Pion blanc sur case blanche f3 · Dame noire sur case noire g3 · Tour noire sur case blanche e2 · Roi blanc sur case blanche h1 | Roi noir sur case blanche g8 · Tour blanche sur case noire g7 · Pion noir sur case blanche b5 · Pion noir sur case noire e5 · Pion noir sur case blanche h5 · Pion blanc sur case noire b4 · Pion blanc sur case blanche e4 · Cavalier noir sur case noire f4 · Pion blanc sur case noire h4 · Pion blanc sur case blanche f3 · Dame noire sur case noire g3 · Tour noire sur case blanche e2 · Roi blanc sur case blanche h1 | Roi noir sur case blanche g8 · Tour blanche sur case noire g7 · Pion noir sur case blanche b5 · Pion noir sur case noire e5 · Pion noir sur case blanche h5 · Pion blanc sur case noire b4 · Pion blanc sur case blanche e4 · Cavalier noir sur case noire f4 · Pion blanc sur case noire h4 · Pion blanc sur case blanche f3 · Dame noire sur case noire g3 · Tour noire sur case blanche e2 · Roi blanc sur case blanche h1 | Roi noir sur case blanche g8 · Tour blanche sur case noire g7 · Pion noir sur case blanche b5 · Pion noir sur case noire e5 · Pion noir sur case blanche h5 · Pion blanc sur case noire b4 · Pion blanc sur case blanche e4 · Cavalier noir sur case noire f4 · Pion blanc sur case noire h4 · Pion blanc sur case blanche f3 · Dame noire sur case noire g3 · Tour noire sur case blanche e2 · Roi blanc sur case blanche h1 | Roi noir sur case blanche g8 · Tour blanche sur case noire g7 · Pion noir sur case blanche b5 · Pion noir sur case noire e5 · Pion noir sur case blanche h5 · Pion blanc sur case noire b4 · Pion blanc sur case blanche e4 · Cavalier noir sur case noire f4 · Pion blanc sur case noire h4 · Pion blanc sur case blanche f3 · Dame noire sur case noire g3 · Tour noire sur case blanche e2 · Roi blanc sur case blanche h1 | Roi noir sur case blanche g8 · Tour blanche sur case noire g7 · Pion noir sur case blanche b5 · Pion noir sur case noire e5 · Pion noir sur case blanche h5 · Pion blanc sur case noire b4 · Pion blanc sur case blanche e4 · Cavalier noir sur case noire f4 · Pion blanc sur case noire h4 · Pion blanc sur case blanche f3 · Dame noire sur case noire g3 · Tour noire sur case blanche e2 · Roi blanc sur case blanche h1 | Roi noir sur case blanche g8 · Tour blanche sur case noire g7 · Pion noir sur case blanche b5 · Pion noir sur case noire e5 · Pion noir sur case blanche h5 · Pion blanc sur case noire b4 · Pion blanc sur case blanche e4 · Cavalier noir sur case noire f4 · Pion blanc sur case noire h4 · Pion blanc sur case blanche f3 · Dame noire sur case noire g3 · Tour noire sur case blanche e2 · Roi blanc sur case blanche h1 | Roi noir sur case blanche g8 · Tour blanche sur case noire g7 · Pion noir sur case blanche b5 · Pion noir sur case noire e5 · Pion noir sur case blanche h5 · Pion blanc sur case noire b4 · Pion blanc sur case blanche e4 · Cavalier noir sur case noire f4 · Pion blanc sur case noire h4 · Pion blanc sur case blanche f3 · Dame noire sur case noire g3 · Tour noire sur case blanche e2 · Roi blanc sur case blanche h1 | 8 |
| 7 | Roi noir sur case blanche g8 · Tour blanche sur case noire g7 · Pion noir sur case blanche b5 · Pion noir sur case noire e5 · Pion noir sur case blanche h5 · Pion blanc sur case noire b4 · Pion blanc sur case blanche e4 · Cavalier noir sur case noire f4 · Pion blanc sur case noire h4 · Pion blanc sur case blanche f3 · Dame noire sur case noire g3 · Tour noire sur case blanche e2 · Roi blanc sur case blanche h1 | Roi noir sur case blanche g8 · Tour blanche sur case noire g7 · Pion noir sur case blanche b5 · Pion noir sur case noire e5 · Pion noir sur case blanche h5 · Pion blanc sur case noire b4 · Pion blanc sur case blanche e4 · Cavalier noir sur case noire f4 · Pion blanc sur case noire h4 · Pion blanc sur case blanche f3 · Dame noire sur case noire g3 · Tour noire sur case blanche e2 · Roi blanc sur case blanche h1 | Roi noir sur case blanche g8 · Tour blanche sur case noire g7 · Pion noir sur case blanche b5 · Pion noir sur case noire e5 · Pion noir sur case blanche h5 · Pion blanc sur case noire b4 · Pion blanc sur case blanche e4 · Cavalier noir sur case noire f4 · Pion blanc sur case noire h4 · Pion blanc sur case blanche f3 · Dame noire sur case noire g3 · Tour noire sur case blanche e2 · Roi blanc sur case blanche h1 | Roi noir sur case blanche g8 · Tour blanche sur case noire g7 · Pion noir sur case blanche b5 · Pion noir sur case noire e5 · Pion noir sur case blanche h5 · Pion blanc sur case noire b4 · Pion blanc sur case blanche e4 · Cavalier noir sur case noire f4 · Pion blanc sur case noire h4 · Pion blanc sur case blanche f3 · Dame noire sur case noire g3 · Tour noire sur case blanche e2 · Roi blanc sur case blanche h1 | Roi noir sur case blanche g8 · Tour blanche sur case noire g7 · Pion noir sur case blanche b5 · Pion noir sur case noire e5 · Pion noir sur case blanche h5 · Pion blanc sur case noire b4 · Pion blanc sur case blanche e4 · Cavalier noir sur case noire f4 · Pion blanc sur case noire h4 · Pion blanc sur case blanche f3 · Dame noire sur case noire g3 · Tour noire sur case blanche e2 · Roi blanc sur case blanche h1 | Roi noir sur case blanche g8 · Tour blanche sur case noire g7 · Pion noir sur case blanche b5 · Pion noir sur case noire e5 · Pion noir sur case blanche h5 · Pion blanc sur case noire b4 · Pion blanc sur case blanche e4 · Cavalier noir sur case noire f4 · Pion blanc sur case noire h4 · Pion blanc sur case blanche f3 · Dame noire sur case noire g3 · Tour noire sur case blanche e2 · Roi blanc sur case blanche h1 | Roi noir sur case blanche g8 · Tour blanche sur case noire g7 · Pion noir sur case blanche b5 · Pion noir sur case noire e5 · Pion noir sur case blanche h5 · Pion blanc sur case noire b4 · Pion blanc sur case blanche e4 · Cavalier noir sur case noire f4 · Pion blanc sur case noire h4 · Pion blanc sur case blanche f3 · Dame noire sur case noire g3 · Tour noire sur case blanche e2 · Roi blanc sur case blanche h1 | Roi noir sur case blanche g8 · Tour blanche sur case noire g7 · Pion noir sur case blanche b5 · Pion noir sur case noire e5 · Pion noir sur case blanche h5 · Pion blanc sur case noire b4 · Pion blanc sur case blanche e4 · Cavalier noir sur case noire f4 · Pion blanc sur case noire h4 · Pion blanc sur case blanche f3 · Dame noire sur case noire g3 · Tour noire sur case blanche e2 · Roi blanc sur case blanche h1 | 7 |
| 6 | Roi noir sur case blanche g8 · Tour blanche sur case noire g7 · Pion noir sur case blanche b5 · Pion noir sur case noire e5 · Pion noir sur case blanche h5 · Pion blanc sur case noire b4 · Pion blanc sur case blanche e4 · Cavalier noir sur case noire f4 · Pion blanc sur case noire h4 · Pion blanc sur case blanche f3 · Dame noire sur case noire g3 · Tour noire sur case blanche e2 · Roi blanc sur case blanche h1 | Roi noir sur case blanche g8 · Tour blanche sur case noire g7 · Pion noir sur case blanche b5 · Pion noir sur case noire e5 · Pion noir sur case blanche h5 · Pion blanc sur case noire b4 · Pion blanc sur case blanche e4 · Cavalier noir sur case noire f4 · Pion blanc sur case noire h4 · Pion blanc sur case blanche f3 · Dame noire sur case noire g3 · Tour noire sur case blanche e2 · Roi blanc sur case blanche h1 | Roi noir sur case blanche g8 · Tour blanche sur case noire g7 · Pion noir sur case blanche b5 · Pion noir sur case noire e5 · Pion noir sur case blanche h5 · Pion blanc sur case noire b4 · Pion blanc sur case blanche e4 · Cavalier noir sur case noire f4 · Pion blanc sur case noire h4 · Pion blanc sur case blanche f3 · Dame noire sur case noire g3 · Tour noire sur case blanche e2 · Roi blanc sur case blanche h1 | Roi noir sur case blanche g8 · Tour blanche sur case noire g7 · Pion noir sur case blanche b5 · Pion noir sur case noire e5 · Pion noir sur case blanche h5 · Pion blanc sur case noire b4 · Pion blanc sur case blanche e4 · Cavalier noir sur case noire f4 · Pion blanc sur case noire h4 · Pion blanc sur case blanche f3 · Dame noire sur case noire g3 · Tour noire sur case blanche e2 · Roi blanc sur case blanche h1 | Roi noir sur case blanche g8 · Tour blanche sur case noire g7 · Pion noir sur case blanche b5 · Pion noir sur case noire e5 · Pion noir sur case blanche h5 · Pion blanc sur case noire b4 · Pion blanc sur case blanche e4 · Cavalier noir sur case noire f4 · Pion blanc sur case noire h4 · Pion blanc sur case blanche f3 · Dame noire sur case noire g3 · Tour noire sur case blanche e2 · Roi blanc sur case blanche h1 | Roi noir sur case blanche g8 · Tour blanche sur case noire g7 · Pion noir sur case blanche b5 · Pion noir sur case noire e5 · Pion noir sur case blanche h5 · Pion blanc sur case noire b4 · Pion blanc sur case blanche e4 · Cavalier noir sur case noire f4 · Pion blanc sur case noire h4 · Pion blanc sur case blanche f3 · Dame noire sur case noire g3 · Tour noire sur case blanche e2 · Roi blanc sur case blanche h1 | Roi noir sur case blanche g8 · Tour blanche sur case noire g7 · Pion noir sur case blanche b5 · Pion noir sur case noire e5 · Pion noir sur case blanche h5 · Pion blanc sur case noire b4 · Pion blanc sur case blanche e4 · Cavalier noir sur case noire f4 · Pion blanc sur case noire h4 · Pion blanc sur case blanche f3 · Dame noire sur case noire g3 · Tour noire sur case blanche e2 · Roi blanc sur case blanche h1 | Roi noir sur case blanche g8 · Tour blanche sur case noire g7 · Pion noir sur case blanche b5 · Pion noir sur case noire e5 · Pion noir sur case blanche h5 · Pion blanc sur case noire b4 · Pion blanc sur case blanche e4 · Cavalier noir sur case noire f4 · Pion blanc sur case noire h4 · Pion blanc sur case blanche f3 · Dame noire sur case noire g3 · Tour noire sur case blanche e2 · Roi blanc sur case blanche h1 | 6 |
| 5 | Roi noir sur case blanche g8 · Tour blanche sur case noire g7 · Pion noir sur case blanche b5 · Pion noir sur case noire e5 · Pion noir sur case blanche h5 · Pion blanc sur case noire b4 · Pion blanc sur case blanche e4 · Cavalier noir sur case noire f4 · Pion blanc sur case noire h4 · Pion blanc sur case blanche f3 · Dame noire sur case noire g3 · Tour noire sur case blanche e2 · Roi blanc sur case blanche h1 | Roi noir sur case blanche g8 · Tour blanche sur case noire g7 · Pion noir sur case blanche b5 · Pion noir sur case noire e5 · Pion noir sur case blanche h5 · Pion blanc sur case noire b4 · Pion blanc sur case blanche e4 · Cavalier noir sur case noire f4 · Pion blanc sur case noire h4 · Pion blanc sur case blanche f3 · Dame noire sur case noire g3 · Tour noire sur case blanche e2 · Roi blanc sur case blanche h1 | Roi noir sur case blanche g8 · Tour blanche sur case noire g7 · Pion noir sur case blanche b5 · Pion noir sur case noire e5 · Pion noir sur case blanche h5 · Pion blanc sur case noire b4 · Pion blanc sur case blanche e4 · Cavalier noir sur case noire f4 · Pion blanc sur case noire h4 · Pion blanc sur case blanche f3 · Dame noire sur case noire g3 · Tour noire sur case blanche e2 · Roi blanc sur case blanche h1 | Roi noir sur case blanche g8 · Tour blanche sur case noire g7 · Pion noir sur case blanche b5 · Pion noir sur case noire e5 · Pion noir sur case blanche h5 · Pion blanc sur case noire b4 · Pion blanc sur case blanche e4 · Cavalier noir sur case noire f4 · Pion blanc sur case noire h4 · Pion blanc sur case blanche f3 · Dame noire sur case noire g3 · Tour noire sur case blanche e2 · Roi blanc sur case blanche h1 | Roi noir sur case blanche g8 · Tour blanche sur case noire g7 · Pion noir sur case blanche b5 · Pion noir sur case noire e5 · Pion noir sur case blanche h5 · Pion blanc sur case noire b4 · Pion blanc sur case blanche e4 · Cavalier noir sur case noire f4 · Pion blanc sur case noire h4 · Pion blanc sur case blanche f3 · Dame noire sur case noire g3 · Tour noire sur case blanche e2 · Roi blanc sur case blanche h1 | Roi noir sur case blanche g8 · Tour blanche sur case noire g7 · Pion noir sur case blanche b5 · Pion noir sur case noire e5 · Pion noir sur case blanche h5 · Pion blanc sur case noire b4 · Pion blanc sur case blanche e4 · Cavalier noir sur case noire f4 · Pion blanc sur case noire h4 · Pion blanc sur case blanche f3 · Dame noire sur case noire g3 · Tour noire sur case blanche e2 · Roi blanc sur case blanche h1 | Roi noir sur case blanche g8 · Tour blanche sur case noire g7 · Pion noir sur case blanche b5 · Pion noir sur case noire e5 · Pion noir sur case blanche h5 · Pion blanc sur case noire b4 · Pion blanc sur case blanche e4 · Cavalier noir sur case noire f4 · Pion blanc sur case noire h4 · Pion blanc sur case blanche f3 · Dame noire sur case noire g3 · Tour noire sur case blanche e2 · Roi blanc sur case blanche h1 | Roi noir sur case blanche g8 · Tour blanche sur case noire g7 · Pion noir sur case blanche b5 · Pion noir sur case noire e5 · Pion noir sur case blanche h5 · Pion blanc sur case noire b4 · Pion blanc sur case blanche e4 · Cavalier noir sur case noire f4 · Pion blanc sur case noire h4 · Pion blanc sur case blanche f3 · Dame noire sur case noire g3 · Tour noire sur case blanche e2 · Roi blanc sur case blanche h1 | 5 |
| 4 | Roi noir sur case blanche g8 · Tour blanche sur case noire g7 · Pion noir sur case blanche b5 · Pion noir sur case noire e5 · Pion noir sur case blanche h5 · Pion blanc sur case noire b4 · Pion blanc sur case blanche e4 · Cavalier noir sur case noire f4 · Pion blanc sur case noire h4 · Pion blanc sur case blanche f3 · Dame noire sur case noire g3 · Tour noire sur case blanche e2 · Roi blanc sur case blanche h1 | Roi noir sur case blanche g8 · Tour blanche sur case noire g7 · Pion noir sur case blanche b5 · Pion noir sur case noire e5 · Pion noir sur case blanche h5 · Pion blanc sur case noire b4 · Pion blanc sur case blanche e4 · Cavalier noir sur case noire f4 · Pion blanc sur case noire h4 · Pion blanc sur case blanche f3 · Dame noire sur case noire g3 · Tour noire sur case blanche e2 · Roi blanc sur case blanche h1 | Roi noir sur case blanche g8 · Tour blanche sur case noire g7 · Pion noir sur case blanche b5 · Pion noir sur case noire e5 · Pion noir sur case blanche h5 · Pion blanc sur case noire b4 · Pion blanc sur case blanche e4 · Cavalier noir sur case noire f4 · Pion blanc sur case noire h4 · Pion blanc sur case blanche f3 · Dame noire sur case noire g3 · Tour noire sur case blanche e2 · Roi blanc sur case blanche h1 | Roi noir sur case blanche g8 · Tour blanche sur case noire g7 · Pion noir sur case blanche b5 · Pion noir sur case noire e5 · Pion noir sur case blanche h5 · Pion blanc sur case noire b4 · Pion blanc sur case blanche e4 · Cavalier noir sur case noire f4 · Pion blanc sur case noire h4 · Pion blanc sur case blanche f3 · Dame noire sur case noire g3 · Tour noire sur case blanche e2 · Roi blanc sur case blanche h1 | Roi noir sur case blanche g8 · Tour blanche sur case noire g7 · Pion noir sur case blanche b5 · Pion noir sur case noire e5 · Pion noir sur case blanche h5 · Pion blanc sur case noire b4 · Pion blanc sur case blanche e4 · Cavalier noir sur case noire f4 · Pion blanc sur case noire h4 · Pion blanc sur case blanche f3 · Dame noire sur case noire g3 · Tour noire sur case blanche e2 · Roi blanc sur case blanche h1 | Roi noir sur case blanche g8 · Tour blanche sur case noire g7 · Pion noir sur case blanche b5 · Pion noir sur case noire e5 · Pion noir sur case blanche h5 · Pion blanc sur case noire b4 · Pion blanc sur case blanche e4 · Cavalier noir sur case noire f4 · Pion blanc sur case noire h4 · Pion blanc sur case blanche f3 · Dame noire sur case noire g3 · Tour noire sur case blanche e2 · Roi blanc sur case blanche h1 | Roi noir sur case blanche g8 · Tour blanche sur case noire g7 · Pion noir sur case blanche b5 · Pion noir sur case noire e5 · Pion noir sur case blanche h5 · Pion blanc sur case noire b4 · Pion blanc sur case blanche e4 · Cavalier noir sur case noire f4 · Pion blanc sur case noire h4 · Pion blanc sur case blanche f3 · Dame noire sur case noire g3 · Tour noire sur case blanche e2 · Roi blanc sur case blanche h1 | Roi noir sur case blanche g8 · Tour blanche sur case noire g7 · Pion noir sur case blanche b5 · Pion noir sur case noire e5 · Pion noir sur case blanche h5 · Pion blanc sur case noire b4 · Pion blanc sur case blanche e4 · Cavalier noir sur case noire f4 · Pion blanc sur case noire h4 · Pion blanc sur case blanche f3 · Dame noire sur case noire g3 · Tour noire sur case blanche e2 · Roi blanc sur case blanche h1 | 4 |
| 3 | Roi noir sur case blanche g8 · Tour blanche sur case noire g7 · Pion noir sur case blanche b5 · Pion noir sur case noire e5 · Pion noir sur case blanche h5 · Pion blanc sur case noire b4 · Pion blanc sur case blanche e4 · Cavalier noir sur case noire f4 · Pion blanc sur case noire h4 · Pion blanc sur case blanche f3 · Dame noire sur case noire g3 · Tour noire sur case blanche e2 · Roi blanc sur case blanche h1 | Roi noir sur case blanche g8 · Tour blanche sur case noire g7 · Pion noir sur case blanche b5 · Pion noir sur case noire e5 · Pion noir sur case blanche h5 · Pion blanc sur case noire b4 · Pion blanc sur case blanche e4 · Cavalier noir sur case noire f4 · Pion blanc sur case noire h4 · Pion blanc sur case blanche f3 · Dame noire sur case noire g3 · Tour noire sur case blanche e2 · Roi blanc sur case blanche h1 | Roi noir sur case blanche g8 · Tour blanche sur case noire g7 · Pion noir sur case blanche b5 · Pion noir sur case noire e5 · Pion noir sur case blanche h5 · Pion blanc sur case noire b4 · Pion blanc sur case blanche e4 · Cavalier noir sur case noire f4 · Pion blanc sur case noire h4 · Pion blanc sur case blanche f3 · Dame noire sur case noire g3 · Tour noire sur case blanche e2 · Roi blanc sur case blanche h1 | Roi noir sur case blanche g8 · Tour blanche sur case noire g7 · Pion noir sur case blanche b5 · Pion noir sur case noire e5 · Pion noir sur case blanche h5 · Pion blanc sur case noire b4 · Pion blanc sur case blanche e4 · Cavalier noir sur case noire f4 · Pion blanc sur case noire h4 · Pion blanc sur case blanche f3 · Dame noire sur case noire g3 · Tour noire sur case blanche e2 · Roi blanc sur case blanche h1 | Roi noir sur case blanche g8 · Tour blanche sur case noire g7 · Pion noir sur case blanche b5 · Pion noir sur case noire e5 · Pion noir sur case blanche h5 · Pion blanc sur case noire b4 · Pion blanc sur case blanche e4 · Cavalier noir sur case noire f4 · Pion blanc sur case noire h4 · Pion blanc sur case blanche f3 · Dame noire sur case noire g3 · Tour noire sur case blanche e2 · Roi blanc sur case blanche h1 | Roi noir sur case blanche g8 · Tour blanche sur case noire g7 · Pion noir sur case blanche b5 · Pion noir sur case noire e5 · Pion noir sur case blanche h5 · Pion blanc sur case noire b4 · Pion blanc sur case blanche e4 · Cavalier noir sur case noire f4 · Pion blanc sur case noire h4 · Pion blanc sur case blanche f3 · Dame noire sur case noire g3 · Tour noire sur case blanche e2 · Roi blanc sur case blanche h1 | Roi noir sur case blanche g8 · Tour blanche sur case noire g7 · Pion noir sur case blanche b5 · Pion noir sur case noire e5 · Pion noir sur case blanche h5 · Pion blanc sur case noire b4 · Pion blanc sur case blanche e4 · Cavalier noir sur case noire f4 · Pion blanc sur case noire h4 · Pion blanc sur case blanche f3 · Dame noire sur case noire g3 · Tour noire sur case blanche e2 · Roi blanc sur case blanche h1 | Roi noir sur case blanche g8 · Tour blanche sur case noire g7 · Pion noir sur case blanche b5 · Pion noir sur case noire e5 · Pion noir sur case blanche h5 · Pion blanc sur case noire b4 · Pion blanc sur case blanche e4 · Cavalier noir sur case noire f4 · Pion blanc sur case noire h4 · Pion blanc sur case blanche f3 · Dame noire sur case noire g3 · Tour noire sur case blanche e2 · Roi blanc sur case blanche h1 | 3 |
| 2 | Roi noir sur case blanche g8 · Tour blanche sur case noire g7 · Pion noir sur case blanche b5 · Pion noir sur case noire e5 · Pion noir sur case blanche h5 · Pion blanc sur case noire b4 · Pion blanc sur case blanche e4 · Cavalier noir sur case noire f4 · Pion blanc sur case noire h4 · Pion blanc sur case blanche f3 · Dame noire sur case noire g3 · Tour noire sur case blanche e2 · Roi blanc sur case blanche h1 | Roi noir sur case blanche g8 · Tour blanche sur case noire g7 · Pion noir sur case blanche b5 · Pion noir sur case noire e5 · Pion noir sur case blanche h5 · Pion blanc sur case noire b4 · Pion blanc sur case blanche e4 · Cavalier noir sur case noire f4 · Pion blanc sur case noire h4 · Pion blanc sur case blanche f3 · Dame noire sur case noire g3 · Tour noire sur case blanche e2 · Roi blanc sur case blanche h1 | Roi noir sur case blanche g8 · Tour blanche sur case noire g7 · Pion noir sur case blanche b5 · Pion noir sur case noire e5 · Pion noir sur case blanche h5 · Pion blanc sur case noire b4 · Pion blanc sur case blanche e4 · Cavalier noir sur case noire f4 · Pion blanc sur case noire h4 · Pion blanc sur case blanche f3 · Dame noire sur case noire g3 · Tour noire sur case blanche e2 · Roi blanc sur case blanche h1 | Roi noir sur case blanche g8 · Tour blanche sur case noire g7 · Pion noir sur case blanche b5 · Pion noir sur case noire e5 · Pion noir sur case blanche h5 · Pion blanc sur case noire b4 · Pion blanc sur case blanche e4 · Cavalier noir sur case noire f4 · Pion blanc sur case noire h4 · Pion blanc sur case blanche f3 · Dame noire sur case noire g3 · Tour noire sur case blanche e2 · Roi blanc sur case blanche h1 | Roi noir sur case blanche g8 · Tour blanche sur case noire g7 · Pion noir sur case blanche b5 · Pion noir sur case noire e5 · Pion noir sur case blanche h5 · Pion blanc sur case noire b4 · Pion blanc sur case blanche e4 · Cavalier noir sur case noire f4 · Pion blanc sur case noire h4 · Pion blanc sur case blanche f3 · Dame noire sur case noire g3 · Tour noire sur case blanche e2 · Roi blanc sur case blanche h1 | Roi noir sur case blanche g8 · Tour blanche sur case noire g7 · Pion noir sur case blanche b5 · Pion noir sur case noire e5 · Pion noir sur case blanche h5 · Pion blanc sur case noire b4 · Pion blanc sur case blanche e4 · Cavalier noir sur case noire f4 · Pion blanc sur case noire h4 · Pion blanc sur case blanche f3 · Dame noire sur case noire g3 · Tour noire sur case blanche e2 · Roi blanc sur case blanche h1 | Roi noir sur case blanche g8 · Tour blanche sur case noire g7 · Pion noir sur case blanche b5 · Pion noir sur case noire e5 · Pion noir sur case blanche h5 · Pion blanc sur case noire b4 · Pion blanc sur case blanche e4 · Cavalier noir sur case noire f4 · Pion blanc sur case noire h4 · Pion blanc sur case blanche f3 · Dame noire sur case noire g3 · Tour noire sur case blanche e2 · Roi blanc sur case blanche h1 | Roi noir sur case blanche g8 · Tour blanche sur case noire g7 · Pion noir sur case blanche b5 · Pion noir sur case noire e5 · Pion noir sur case blanche h5 · Pion blanc sur case noire b4 · Pion blanc sur case blanche e4 · Cavalier noir sur case noire f4 · Pion blanc sur case noire h4 · Pion blanc sur case blanche f3 · Dame noire sur case noire g3 · Tour noire sur case blanche e2 · Roi blanc sur case blanche h1 | 2 |
| 1 | Roi noir sur case blanche g8 · Tour blanche sur case noire g7 · Pion noir sur case blanche b5 · Pion noir sur case noire e5 · Pion noir sur case blanche h5 · Pion blanc sur case noire b4 · Pion blanc sur case blanche e4 · Cavalier noir sur case noire f4 · Pion blanc sur case noire h4 · Pion blanc sur case blanche f3 · Dame noire sur case noire g3 · Tour noire sur case blanche e2 · Roi blanc sur case blanche h1 | Roi noir sur case blanche g8 · Tour blanche sur case noire g7 · Pion noir sur case blanche b5 · Pion noir sur case noire e5 · Pion noir sur case blanche h5 · Pion blanc sur case noire b4 · Pion blanc sur case blanche e4 · Cavalier noir sur case noire f4 · Pion blanc sur case noire h4 · Pion blanc sur case blanche f3 · Dame noire sur case noire g3 · Tour noire sur case blanche e2 · Roi blanc sur case blanche h1 | Roi noir sur case blanche g8 · Tour blanche sur case noire g7 · Pion noir sur case blanche b5 · Pion noir sur case noire e5 · Pion noir sur case blanche h5 · Pion blanc sur case noire b4 · Pion blanc sur case blanche e4 · Cavalier noir sur case noire f4 · Pion blanc sur case noire h4 · Pion blanc sur case blanche f3 · Dame noire sur case noire g3 · Tour noire sur case blanche e2 · Roi blanc sur case blanche h1 | Roi noir sur case blanche g8 · Tour blanche sur case noire g7 · Pion noir sur case blanche b5 · Pion noir sur case noire e5 · Pion noir sur case blanche h5 · Pion blanc sur case noire b4 · Pion blanc sur case blanche e4 · Cavalier noir sur case noire f4 · Pion blanc sur case noire h4 · Pion blanc sur case blanche f3 · Dame noire sur case noire g3 · Tour noire sur case blanche e2 · Roi blanc sur case blanche h1 | Roi noir sur case blanche g8 · Tour blanche sur case noire g7 · Pion noir sur case blanche b5 · Pion noir sur case noire e5 · Pion noir sur case blanche h5 · Pion blanc sur case noire b4 · Pion blanc sur case blanche e4 · Cavalier noir sur case noire f4 · Pion blanc sur case noire h4 · Pion blanc sur case blanche f3 · Dame noire sur case noire g3 · Tour noire sur case blanche e2 · Roi blanc sur case blanche h1 | Roi noir sur case blanche g8 · Tour blanche sur case noire g7 · Pion noir sur case blanche b5 · Pion noir sur case noire e5 · Pion noir sur case blanche h5 · Pion blanc sur case noire b4 · Pion blanc sur case blanche e4 · Cavalier noir sur case noire f4 · Pion blanc sur case noire h4 · Pion blanc sur case blanche f3 · Dame noire sur case noire g3 · Tour noire sur case blanche e2 · Roi blanc sur case blanche h1 | Roi noir sur case blanche g8 · Tour blanche sur case noire g7 · Pion noir sur case blanche b5 · Pion noir sur case noire e5 · Pion noir sur case blanche h5 · Pion blanc sur case noire b4 · Pion blanc sur case blanche e4 · Cavalier noir sur case noire f4 · Pion blanc sur case noire h4 · Pion blanc sur case blanche f3 · Dame noire sur case noire g3 · Tour noire sur case blanche e2 · Roi blanc sur case blanche h1 | Roi noir sur case blanche g8 · Tour blanche sur case noire g7 · Pion noir sur case blanche b5 · Pion noir sur case noire e5 · Pion noir sur case blanche h5 · Pion blanc sur case noire b4 · Pion blanc sur case blanche e4 · Cavalier noir sur case noire f4 · Pion blanc sur case noire h4 · Pion blanc sur case blanche f3 · Dame noire sur case noire g3 · Tour noire sur case blanche e2 · Roi blanc sur case blanche h1 | 1 |
|   | a | b | c | d | e | f | g | h |   |

Dans cette partie qui oppose Larry Evans à Samuel Reshevsky illustre un exemple rare de pat. Il est parfois donné en exemple de swindle.
47. h4! Te2+
48. Rh1 Dxg3?? (après 48...Dg6! 49.Tf8 De6! 50.Th8+ Rg6 les Noirs restent avec une pièce de plus après 51.Dxe6 Cxe6 ou matent après 51.gxf4 Te1+ et 52...Da2+)
49. Dg8+! Rxg8
50. Txg7+!
Après Rxg7 ou Dxg7, les Blancs sont pat. Si les Noirs jouent un autre coup, la tour peut continuer à donner des échecs sur la 7e rangée indéfiniment.

### Anand-Kramnik 2007
|   | a | b | c | d | e | f | g | h |   |
| 8 | Pion noir sur case noire g7 · Pion noir sur case noire f6 · Pion blanc sur case blanche f5 · Roi blanc sur case blanche h5 · Roi noir sur case blanche e4 · Pion blanc sur case noire h4 | Pion noir sur case noire g7 · Pion noir sur case noire f6 · Pion blanc sur case blanche f5 · Roi blanc sur case blanche h5 · Roi noir sur case blanche e4 · Pion blanc sur case noire h4 | Pion noir sur case noire g7 · Pion noir sur case noire f6 · Pion blanc sur case blanche f5 · Roi blanc sur case blanche h5 · Roi noir sur case blanche e4 · Pion blanc sur case noire h4 | Pion noir sur case noire g7 · Pion noir sur case noire f6 · Pion blanc sur case blanche f5 · Roi blanc sur case blanche h5 · Roi noir sur case blanche e4 · Pion blanc sur case noire h4 | Pion noir sur case noire g7 · Pion noir sur case noire f6 · Pion blanc sur case blanche f5 · Roi blanc sur case blanche h5 · Roi noir sur case blanche e4 · Pion blanc sur case noire h4 | Pion noir sur case noire g7 · Pion noir sur case noire f6 · Pion blanc sur case blanche f5 · Roi blanc sur case blanche h5 · Roi noir sur case blanche e4 · Pion blanc sur case noire h4 | Pion noir sur case noire g7 · Pion noir sur case noire f6 · Pion blanc sur case blanche f5 · Roi blanc sur case blanche h5 · Roi noir sur case blanche e4 · Pion blanc sur case noire h4 | Pion noir sur case noire g7 · Pion noir sur case noire f6 · Pion blanc sur case blanche f5 · Roi blanc sur case blanche h5 · Roi noir sur case blanche e4 · Pion blanc sur case noire h4 | 8 |
| 7 | Pion noir sur case noire g7 · Pion noir sur case noire f6 · Pion blanc sur case blanche f5 · Roi blanc sur case blanche h5 · Roi noir sur case blanche e4 · Pion blanc sur case noire h4 | Pion noir sur case noire g7 · Pion noir sur case noire f6 · Pion blanc sur case blanche f5 · Roi blanc sur case blanche h5 · Roi noir sur case blanche e4 · Pion blanc sur case noire h4 | Pion noir sur case noire g7 · Pion noir sur case noire f6 · Pion blanc sur case blanche f5 · Roi blanc sur case blanche h5 · Roi noir sur case blanche e4 · Pion blanc sur case noire h4 | Pion noir sur case noire g7 · Pion noir sur case noire f6 · Pion blanc sur case blanche f5 · Roi blanc sur case blanche h5 · Roi noir sur case blanche e4 · Pion blanc sur case noire h4 | Pion noir sur case noire g7 · Pion noir sur case noire f6 · Pion blanc sur case blanche f5 · Roi blanc sur case blanche h5 · Roi noir sur case blanche e4 · Pion blanc sur case noire h4 | Pion noir sur case noire g7 · Pion noir sur case noire f6 · Pion blanc sur case blanche f5 · Roi blanc sur case blanche h5 · Roi noir sur case blanche e4 · Pion blanc sur case noire h4 | Pion noir sur case noire g7 · Pion noir sur case noire f6 · Pion blanc sur case blanche f5 · Roi blanc sur case blanche h5 · Roi noir sur case blanche e4 · Pion blanc sur case noire h4 | Pion noir sur case noire g7 · Pion noir sur case noire f6 · Pion blanc sur case blanche f5 · Roi blanc sur case blanche h5 · Roi noir sur case blanche e4 · Pion blanc sur case noire h4 | 7 |
| 6 | Pion noir sur case noire g7 · Pion noir sur case noire f6 · Pion blanc sur case blanche f5 · Roi blanc sur case blanche h5 · Roi noir sur case blanche e4 · Pion blanc sur case noire h4 | Pion noir sur case noire g7 · Pion noir sur case noire f6 · Pion blanc sur case blanche f5 · Roi blanc sur case blanche h5 · Roi noir sur case blanche e4 · Pion blanc sur case noire h4 | Pion noir sur case noire g7 · Pion noir sur case noire f6 · Pion blanc sur case blanche f5 · Roi blanc sur case blanche h5 · Roi noir sur case blanche e4 · Pion blanc sur case noire h4 | Pion noir sur case noire g7 · Pion noir sur case noire f6 · Pion blanc sur case blanche f5 · Roi blanc sur case blanche h5 · Roi noir sur case blanche e4 · Pion blanc sur case noire h4 | Pion noir sur case noire g7 · Pion noir sur case noire f6 · Pion blanc sur case blanche f5 · Roi blanc sur case blanche h5 · Roi noir sur case blanche e4 · Pion blanc sur case noire h4 | Pion noir sur case noire g7 · Pion noir sur case noire f6 · Pion blanc sur case blanche f5 · Roi blanc sur case blanche h5 · Roi noir sur case blanche e4 · Pion blanc sur case noire h4 | Pion noir sur case noire g7 · Pion noir sur case noire f6 · Pion blanc sur case blanche f5 · Roi blanc sur case blanche h5 · Roi noir sur case blanche e4 · Pion blanc sur case noire h4 | Pion noir sur case noire g7 · Pion noir sur case noire f6 · Pion blanc sur case blanche f5 · Roi blanc sur case blanche h5 · Roi noir sur case blanche e4 · Pion blanc sur case noire h4 | 6 |
| 5 | Pion noir sur case noire g7 · Pion noir sur case noire f6 · Pion blanc sur case blanche f5 · Roi blanc sur case blanche h5 · Roi noir sur case blanche e4 · Pion blanc sur case noire h4 | Pion noir sur case noire g7 · Pion noir sur case noire f6 · Pion blanc sur case blanche f5 · Roi blanc sur case blanche h5 · Roi noir sur case blanche e4 · Pion blanc sur case noire h4 | Pion noir sur case noire g7 · Pion noir sur case noire f6 · Pion blanc sur case blanche f5 · Roi blanc sur case blanche h5 · Roi noir sur case blanche e4 · Pion blanc sur case noire h4 | Pion noir sur case noire g7 · Pion noir sur case noire f6 · Pion blanc sur case blanche f5 · Roi blanc sur case blanche h5 · Roi noir sur case blanche e4 · Pion blanc sur case noire h4 | Pion noir sur case noire g7 · Pion noir sur case noire f6 · Pion blanc sur case blanche f5 · Roi blanc sur case blanche h5 · Roi noir sur case blanche e4 · Pion blanc sur case noire h4 | Pion noir sur case noire g7 · Pion noir sur case noire f6 · Pion blanc sur case blanche f5 · Roi blanc sur case blanche h5 · Roi noir sur case blanche e4 · Pion blanc sur case noire h4 | Pion noir sur case noire g7 · Pion noir sur case noire f6 · Pion blanc sur case blanche f5 · Roi blanc sur case blanche h5 · Roi noir sur case blanche e4 · Pion blanc sur case noire h4 | Pion noir sur case noire g7 · Pion noir sur case noire f6 · Pion blanc sur case blanche f5 · Roi blanc sur case blanche h5 · Roi noir sur case blanche e4 · Pion blanc sur case noire h4 | 5 |
| 4 | Pion noir sur case noire g7 · Pion noir sur case noire f6 · Pion blanc sur case blanche f5 · Roi blanc sur case blanche h5 · Roi noir sur case blanche e4 · Pion blanc sur case noire h4 | Pion noir sur case noire g7 · Pion noir sur case noire f6 · Pion blanc sur case blanche f5 · Roi blanc sur case blanche h5 · Roi noir sur case blanche e4 · Pion blanc sur case noire h4 | Pion noir sur case noire g7 · Pion noir sur case noire f6 · Pion blanc sur case blanche f5 · Roi blanc sur case blanche h5 · Roi noir sur case blanche e4 · Pion blanc sur case noire h4 | Pion noir sur case noire g7 · Pion noir sur case noire f6 · Pion blanc sur case blanche f5 · Roi blanc sur case blanche h5 · Roi noir sur case blanche e4 · Pion blanc sur case noire h4 | Pion noir sur case noire g7 · Pion noir sur case noire f6 · Pion blanc sur case blanche f5 · Roi blanc sur case blanche h5 · Roi noir sur case blanche e4 · Pion blanc sur case noire h4 | Pion noir sur case noire g7 · Pion noir sur case noire f6 · Pion blanc sur case blanche f5 · Roi blanc sur case blanche h5 · Roi noir sur case blanche e4 · Pion blanc sur case noire h4 | Pion noir sur case noire g7 · Pion noir sur case noire f6 · Pion blanc sur case blanche f5 · Roi blanc sur case blanche h5 · Roi noir sur case blanche e4 · Pion blanc sur case noire h4 | Pion noir sur case noire g7 · Pion noir sur case noire f6 · Pion blanc sur case blanche f5 · Roi blanc sur case blanche h5 · Roi noir sur case blanche e4 · Pion blanc sur case noire h4 | 4 |
| 3 | Pion noir sur case noire g7 · Pion noir sur case noire f6 · Pion blanc sur case blanche f5 · Roi blanc sur case blanche h5 · Roi noir sur case blanche e4 · Pion blanc sur case noire h4 | Pion noir sur case noire g7 · Pion noir sur case noire f6 · Pion blanc sur case blanche f5 · Roi blanc sur case blanche h5 · Roi noir sur case blanche e4 · Pion blanc sur case noire h4 | Pion noir sur case noire g7 · Pion noir sur case noire f6 · Pion blanc sur case blanche f5 · Roi blanc sur case blanche h5 · Roi noir sur case blanche e4 · Pion blanc sur case noire h4 | Pion noir sur case noire g7 · Pion noir sur case noire f6 · Pion blanc sur case blanche f5 · Roi blanc sur case blanche h5 · Roi noir sur case blanche e4 · Pion blanc sur case noire h4 | Pion noir sur case noire g7 · Pion noir sur case noire f6 · Pion blanc sur case blanche f5 · Roi blanc sur case blanche h5 · Roi noir sur case blanche e4 · Pion blanc sur case noire h4 | Pion noir sur case noire g7 · Pion noir sur case noire f6 · Pion blanc sur case blanche f5 · Roi blanc sur case blanche h5 · Roi noir sur case blanche e4 · Pion blanc sur case noire h4 | Pion noir sur case noire g7 · Pion noir sur case noire f6 · Pion blanc sur case blanche f5 · Roi blanc sur case blanche h5 · Roi noir sur case blanche e4 · Pion blanc sur case noire h4 | Pion noir sur case noire g7 · Pion noir sur case noire f6 · Pion blanc sur case blanche f5 · Roi blanc sur case blanche h5 · Roi noir sur case blanche e4 · Pion blanc sur case noire h4 | 3 |
| 2 | Pion noir sur case noire g7 · Pion noir sur case noire f6 · Pion blanc sur case blanche f5 · Roi blanc sur case blanche h5 · Roi noir sur case blanche e4 · Pion blanc sur case noire h4 | Pion noir sur case noire g7 · Pion noir sur case noire f6 · Pion blanc sur case blanche f5 · Roi blanc sur case blanche h5 · Roi noir sur case blanche e4 · Pion blanc sur case noire h4 | Pion noir sur case noire g7 · Pion noir sur case noire f6 · Pion blanc sur case blanche f5 · Roi blanc sur case blanche h5 · Roi noir sur case blanche e4 · Pion blanc sur case noire h4 | Pion noir sur case noire g7 · Pion noir sur case noire f6 · Pion blanc sur case blanche f5 · Roi blanc sur case blanche h5 · Roi noir sur case blanche e4 · Pion blanc sur case noire h4 | Pion noir sur case noire g7 · Pion noir sur case noire f6 · Pion blanc sur case blanche f5 · Roi blanc sur case blanche h5 · Roi noir sur case blanche e4 · Pion blanc sur case noire h4 | Pion noir sur case noire g7 · Pion noir sur case noire f6 · Pion blanc sur case blanche f5 · Roi blanc sur case blanche h5 · Roi noir sur case blanche e4 · Pion blanc sur case noire h4 | Pion noir sur case noire g7 · Pion noir sur case noire f6 · Pion blanc sur case blanche f5 · Roi blanc sur case blanche h5 · Roi noir sur case blanche e4 · Pion blanc sur case noire h4 | Pion noir sur case noire g7 · Pion noir sur case noire f6 · Pion blanc sur case blanche f5 · Roi blanc sur case blanche h5 · Roi noir sur case blanche e4 · Pion blanc sur case noire h4 | 2 |
| 1 | Pion noir sur case noire g7 · Pion noir sur case noire f6 · Pion blanc sur case blanche f5 · Roi blanc sur case blanche h5 · Roi noir sur case blanche e4 · Pion blanc sur case noire h4 | Pion noir sur case noire g7 · Pion noir sur case noire f6 · Pion blanc sur case blanche f5 · Roi blanc sur case blanche h5 · Roi noir sur case blanche e4 · Pion blanc sur case noire h4 | Pion noir sur case noire g7 · Pion noir sur case noire f6 · Pion blanc sur case blanche f5 · Roi blanc sur case blanche h5 · Roi noir sur case blanche e4 · Pion blanc sur case noire h4 | Pion noir sur case noire g7 · Pion noir sur case noire f6 · Pion blanc sur case blanche f5 · Roi blanc sur case blanche h5 · Roi noir sur case blanche e4 · Pion blanc sur case noire h4 | Pion noir sur case noire g7 · Pion noir sur case noire f6 · Pion blanc sur case blanche f5 · Roi blanc sur case blanche h5 · Roi noir sur case blanche e4 · Pion blanc sur case noire h4 | Pion noir sur case noire g7 · Pion noir sur case noire f6 · Pion blanc sur case blanche f5 · Roi blanc sur case blanche h5 · Roi noir sur case blanche e4 · Pion blanc sur case noire h4 | Pion noir sur case noire g7 · Pion noir sur case noire f6 · Pion blanc sur case blanche f5 · Roi blanc sur case blanche h5 · Roi noir sur case blanche e4 · Pion blanc sur case noire h4 | Pion noir sur case noire g7 · Pion noir sur case noire f6 · Pion blanc sur case blanche f5 · Roi blanc sur case blanche h5 · Roi noir sur case blanche e4 · Pion blanc sur case noire h4 | 1 |
|   | a | b | c | d | e | f | g | h |   |

Dans cette partie qui oppose Viswanathan Anand et Vladimir Kramnik lors du Championnat du monde d'échecs 2007, les Noirs doivent capturer le pion f5 (les autres coups sont perdants), causant le pat.

### Pat inversé
Il existe également des positions où c'est le joueur qui a l'avantage qui est paté par le joueur en difficulté. En voici un exemple : 
|   | a | b | c | d | e | f | g | h |   |
| 8 | Pion noir sur case noire a5 · Pion noir sur case blanche b5 · Pion noir sur case blanche d5 · Fou noir sur case blanche a4 · Roi noir sur case noire b4 · Pion blanc sur case noire d4 · Pion noir sur case blanche b3 · Pion blanc sur case noire d2 · Roi blanc sur case noire a1 · Fou blanc sur case noire e1 | Pion noir sur case noire a5 · Pion noir sur case blanche b5 · Pion noir sur case blanche d5 · Fou noir sur case blanche a4 · Roi noir sur case noire b4 · Pion blanc sur case noire d4 · Pion noir sur case blanche b3 · Pion blanc sur case noire d2 · Roi blanc sur case noire a1 · Fou blanc sur case noire e1 | Pion noir sur case noire a5 · Pion noir sur case blanche b5 · Pion noir sur case blanche d5 · Fou noir sur case blanche a4 · Roi noir sur case noire b4 · Pion blanc sur case noire d4 · Pion noir sur case blanche b3 · Pion blanc sur case noire d2 · Roi blanc sur case noire a1 · Fou blanc sur case noire e1 | Pion noir sur case noire a5 · Pion noir sur case blanche b5 · Pion noir sur case blanche d5 · Fou noir sur case blanche a4 · Roi noir sur case noire b4 · Pion blanc sur case noire d4 · Pion noir sur case blanche b3 · Pion blanc sur case noire d2 · Roi blanc sur case noire a1 · Fou blanc sur case noire e1 | Pion noir sur case noire a5 · Pion noir sur case blanche b5 · Pion noir sur case blanche d5 · Fou noir sur case blanche a4 · Roi noir sur case noire b4 · Pion blanc sur case noire d4 · Pion noir sur case blanche b3 · Pion blanc sur case noire d2 · Roi blanc sur case noire a1 · Fou blanc sur case noire e1 | Pion noir sur case noire a5 · Pion noir sur case blanche b5 · Pion noir sur case blanche d5 · Fou noir sur case blanche a4 · Roi noir sur case noire b4 · Pion blanc sur case noire d4 · Pion noir sur case blanche b3 · Pion blanc sur case noire d2 · Roi blanc sur case noire a1 · Fou blanc sur case noire e1 | Pion noir sur case noire a5 · Pion noir sur case blanche b5 · Pion noir sur case blanche d5 · Fou noir sur case blanche a4 · Roi noir sur case noire b4 · Pion blanc sur case noire d4 · Pion noir sur case blanche b3 · Pion blanc sur case noire d2 · Roi blanc sur case noire a1 · Fou blanc sur case noire e1 | Pion noir sur case noire a5 · Pion noir sur case blanche b5 · Pion noir sur case blanche d5 · Fou noir sur case blanche a4 · Roi noir sur case noire b4 · Pion blanc sur case noire d4 · Pion noir sur case blanche b3 · Pion blanc sur case noire d2 · Roi blanc sur case noire a1 · Fou blanc sur case noire e1 | 8 |
| 7 | Pion noir sur case noire a5 · Pion noir sur case blanche b5 · Pion noir sur case blanche d5 · Fou noir sur case blanche a4 · Roi noir sur case noire b4 · Pion blanc sur case noire d4 · Pion noir sur case blanche b3 · Pion blanc sur case noire d2 · Roi blanc sur case noire a1 · Fou blanc sur case noire e1 | Pion noir sur case noire a5 · Pion noir sur case blanche b5 · Pion noir sur case blanche d5 · Fou noir sur case blanche a4 · Roi noir sur case noire b4 · Pion blanc sur case noire d4 · Pion noir sur case blanche b3 · Pion blanc sur case noire d2 · Roi blanc sur case noire a1 · Fou blanc sur case noire e1 | Pion noir sur case noire a5 · Pion noir sur case blanche b5 · Pion noir sur case blanche d5 · Fou noir sur case blanche a4 · Roi noir sur case noire b4 · Pion blanc sur case noire d4 · Pion noir sur case blanche b3 · Pion blanc sur case noire d2 · Roi blanc sur case noire a1 · Fou blanc sur case noire e1 | Pion noir sur case noire a5 · Pion noir sur case blanche b5 · Pion noir sur case blanche d5 · Fou noir sur case blanche a4 · Roi noir sur case noire b4 · Pion blanc sur case noire d4 · Pion noir sur case blanche b3 · Pion blanc sur case noire d2 · Roi blanc sur case noire a1 · Fou blanc sur case noire e1 | Pion noir sur case noire a5 · Pion noir sur case blanche b5 · Pion noir sur case blanche d5 · Fou noir sur case blanche a4 · Roi noir sur case noire b4 · Pion blanc sur case noire d4 · Pion noir sur case blanche b3 · Pion blanc sur case noire d2 · Roi blanc sur case noire a1 · Fou blanc sur case noire e1 | Pion noir sur case noire a5 · Pion noir sur case blanche b5 · Pion noir sur case blanche d5 · Fou noir sur case blanche a4 · Roi noir sur case noire b4 · Pion blanc sur case noire d4 · Pion noir sur case blanche b3 · Pion blanc sur case noire d2 · Roi blanc sur case noire a1 · Fou blanc sur case noire e1 | Pion noir sur case noire a5 · Pion noir sur case blanche b5 · Pion noir sur case blanche d5 · Fou noir sur case blanche a4 · Roi noir sur case noire b4 · Pion blanc sur case noire d4 · Pion noir sur case blanche b3 · Pion blanc sur case noire d2 · Roi blanc sur case noire a1 · Fou blanc sur case noire e1 | Pion noir sur case noire a5 · Pion noir sur case blanche b5 · Pion noir sur case blanche d5 · Fou noir sur case blanche a4 · Roi noir sur case noire b4 · Pion blanc sur case noire d4 · Pion noir sur case blanche b3 · Pion blanc sur case noire d2 · Roi blanc sur case noire a1 · Fou blanc sur case noire e1 | 7 |
| 6 | Pion noir sur case noire a5 · Pion noir sur case blanche b5 · Pion noir sur case blanche d5 · Fou noir sur case blanche a4 · Roi noir sur case noire b4 · Pion blanc sur case noire d4 · Pion noir sur case blanche b3 · Pion blanc sur case noire d2 · Roi blanc sur case noire a1 · Fou blanc sur case noire e1 | Pion noir sur case noire a5 · Pion noir sur case blanche b5 · Pion noir sur case blanche d5 · Fou noir sur case blanche a4 · Roi noir sur case noire b4 · Pion blanc sur case noire d4 · Pion noir sur case blanche b3 · Pion blanc sur case noire d2 · Roi blanc sur case noire a1 · Fou blanc sur case noire e1 | Pion noir sur case noire a5 · Pion noir sur case blanche b5 · Pion noir sur case blanche d5 · Fou noir sur case blanche a4 · Roi noir sur case noire b4 · Pion blanc sur case noire d4 · Pion noir sur case blanche b3 · Pion blanc sur case noire d2 · Roi blanc sur case noire a1 · Fou blanc sur case noire e1 | Pion noir sur case noire a5 · Pion noir sur case blanche b5 · Pion noir sur case blanche d5 · Fou noir sur case blanche a4 · Roi noir sur case noire b4 · Pion blanc sur case noire d4 · Pion noir sur case blanche b3 · Pion blanc sur case noire d2 · Roi blanc sur case noire a1 · Fou blanc sur case noire e1 | Pion noir sur case noire a5 · Pion noir sur case blanche b5 · Pion noir sur case blanche d5 · Fou noir sur case blanche a4 · Roi noir sur case noire b4 · Pion blanc sur case noire d4 · Pion noir sur case blanche b3 · Pion blanc sur case noire d2 · Roi blanc sur case noire a1 · Fou blanc sur case noire e1 | Pion noir sur case noire a5 · Pion noir sur case blanche b5 · Pion noir sur case blanche d5 · Fou noir sur case blanche a4 · Roi noir sur case noire b4 · Pion blanc sur case noire d4 · Pion noir sur case blanche b3 · Pion blanc sur case noire d2 · Roi blanc sur case noire a1 · Fou blanc sur case noire e1 | Pion noir sur case noire a5 · Pion noir sur case blanche b5 · Pion noir sur case blanche d5 · Fou noir sur case blanche a4 · Roi noir sur case noire b4 · Pion blanc sur case noire d4 · Pion noir sur case blanche b3 · Pion blanc sur case noire d2 · Roi blanc sur case noire a1 · Fou blanc sur case noire e1 | Pion noir sur case noire a5 · Pion noir sur case blanche b5 · Pion noir sur case blanche d5 · Fou noir sur case blanche a4 · Roi noir sur case noire b4 · Pion blanc sur case noire d4 · Pion noir sur case blanche b3 · Pion blanc sur case noire d2 · Roi blanc sur case noire a1 · Fou blanc sur case noire e1 | 6 |
| 5 | Pion noir sur case noire a5 · Pion noir sur case blanche b5 · Pion noir sur case blanche d5 · Fou noir sur case blanche a4 · Roi noir sur case noire b4 · Pion blanc sur case noire d4 · Pion noir sur case blanche b3 · Pion blanc sur case noire d2 · Roi blanc sur case noire a1 · Fou blanc sur case noire e1 | Pion noir sur case noire a5 · Pion noir sur case blanche b5 · Pion noir sur case blanche d5 · Fou noir sur case blanche a4 · Roi noir sur case noire b4 · Pion blanc sur case noire d4 · Pion noir sur case blanche b3 · Pion blanc sur case noire d2 · Roi blanc sur case noire a1 · Fou blanc sur case noire e1 | Pion noir sur case noire a5 · Pion noir sur case blanche b5 · Pion noir sur case blanche d5 · Fou noir sur case blanche a4 · Roi noir sur case noire b4 · Pion blanc sur case noire d4 · Pion noir sur case blanche b3 · Pion blanc sur case noire d2 · Roi blanc sur case noire a1 · Fou blanc sur case noire e1 | Pion noir sur case noire a5 · Pion noir sur case blanche b5 · Pion noir sur case blanche d5 · Fou noir sur case blanche a4 · Roi noir sur case noire b4 · Pion blanc sur case noire d4 · Pion noir sur case blanche b3 · Pion blanc sur case noire d2 · Roi blanc sur case noire a1 · Fou blanc sur case noire e1 | Pion noir sur case noire a5 · Pion noir sur case blanche b5 · Pion noir sur case blanche d5 · Fou noir sur case blanche a4 · Roi noir sur case noire b4 · Pion blanc sur case noire d4 · Pion noir sur case blanche b3 · Pion blanc sur case noire d2 · Roi blanc sur case noire a1 · Fou blanc sur case noire e1 | Pion noir sur case noire a5 · Pion noir sur case blanche b5 · Pion noir sur case blanche d5 · Fou noir sur case blanche a4 · Roi noir sur case noire b4 · Pion blanc sur case noire d4 · Pion noir sur case blanche b3 · Pion blanc sur case noire d2 · Roi blanc sur case noire a1 · Fou blanc sur case noire e1 | Pion noir sur case noire a5 · Pion noir sur case blanche b5 · Pion noir sur case blanche d5 · Fou noir sur case blanche a4 · Roi noir sur case noire b4 · Pion blanc sur case noire d4 · Pion noir sur case blanche b3 · Pion blanc sur case noire d2 · Roi blanc sur case noire a1 · Fou blanc sur case noire e1 | Pion noir sur case noire a5 · Pion noir sur case blanche b5 · Pion noir sur case blanche d5 · Fou noir sur case blanche a4 · Roi noir sur case noire b4 · Pion blanc sur case noire d4 · Pion noir sur case blanche b3 · Pion blanc sur case noire d2 · Roi blanc sur case noire a1 · Fou blanc sur case noire e1 | 5 |
| 4 | Pion noir sur case noire a5 · Pion noir sur case blanche b5 · Pion noir sur case blanche d5 · Fou noir sur case blanche a4 · Roi noir sur case noire b4 · Pion blanc sur case noire d4 · Pion noir sur case blanche b3 · Pion blanc sur case noire d2 · Roi blanc sur case noire a1 · Fou blanc sur case noire e1 | Pion noir sur case noire a5 · Pion noir sur case blanche b5 · Pion noir sur case blanche d5 · Fou noir sur case blanche a4 · Roi noir sur case noire b4 · Pion blanc sur case noire d4 · Pion noir sur case blanche b3 · Pion blanc sur case noire d2 · Roi blanc sur case noire a1 · Fou blanc sur case noire e1 | Pion noir sur case noire a5 · Pion noir sur case blanche b5 · Pion noir sur case blanche d5 · Fou noir sur case blanche a4 · Roi noir sur case noire b4 · Pion blanc sur case noire d4 · Pion noir sur case blanche b3 · Pion blanc sur case noire d2 · Roi blanc sur case noire a1 · Fou blanc sur case noire e1 | Pion noir sur case noire a5 · Pion noir sur case blanche b5 · Pion noir sur case blanche d5 · Fou noir sur case blanche a4 · Roi noir sur case noire b4 · Pion blanc sur case noire d4 · Pion noir sur case blanche b3 · Pion blanc sur case noire d2 · Roi blanc sur case noire a1 · Fou blanc sur case noire e1 | Pion noir sur case noire a5 · Pion noir sur case blanche b5 · Pion noir sur case blanche d5 · Fou noir sur case blanche a4 · Roi noir sur case noire b4 · Pion blanc sur case noire d4 · Pion noir sur case blanche b3 · Pion blanc sur case noire d2 · Roi blanc sur case noire a1 · Fou blanc sur case noire e1 | Pion noir sur case noire a5 · Pion noir sur case blanche b5 · Pion noir sur case blanche d5 · Fou noir sur case blanche a4 · Roi noir sur case noire b4 · Pion blanc sur case noire d4 · Pion noir sur case blanche b3 · Pion blanc sur case noire d2 · Roi blanc sur case noire a1 · Fou blanc sur case noire e1 | Pion noir sur case noire a5 · Pion noir sur case blanche b5 · Pion noir sur case blanche d5 · Fou noir sur case blanche a4 · Roi noir sur case noire b4 · Pion blanc sur case noire d4 · Pion noir sur case blanche b3 · Pion blanc sur case noire d2 · Roi blanc sur case noire a1 · Fou blanc sur case noire e1 | Pion noir sur case noire a5 · Pion noir sur case blanche b5 · Pion noir sur case blanche d5 · Fou noir sur case blanche a4 · Roi noir sur case noire b4 · Pion blanc sur case noire d4 · Pion noir sur case blanche b3 · Pion blanc sur case noire d2 · Roi blanc sur case noire a1 · Fou blanc sur case noire e1 | 4 |
| 3 | Pion noir sur case noire a5 · Pion noir sur case blanche b5 · Pion noir sur case blanche d5 · Fou noir sur case blanche a4 · Roi noir sur case noire b4 · Pion blanc sur case noire d4 · Pion noir sur case blanche b3 · Pion blanc sur case noire d2 · Roi blanc sur case noire a1 · Fou blanc sur case noire e1 | Pion noir sur case noire a5 · Pion noir sur case blanche b5 · Pion noir sur case blanche d5 · Fou noir sur case blanche a4 · Roi noir sur case noire b4 · Pion blanc sur case noire d4 · Pion noir sur case blanche b3 · Pion blanc sur case noire d2 · Roi blanc sur case noire a1 · Fou blanc sur case noire e1 | Pion noir sur case noire a5 · Pion noir sur case blanche b5 · Pion noir sur case blanche d5 · Fou noir sur case blanche a4 · Roi noir sur case noire b4 · Pion blanc sur case noire d4 · Pion noir sur case blanche b3 · Pion blanc sur case noire d2 · Roi blanc sur case noire a1 · Fou blanc sur case noire e1 | Pion noir sur case noire a5 · Pion noir sur case blanche b5 · Pion noir sur case blanche d5 · Fou noir sur case blanche a4 · Roi noir sur case noire b4 · Pion blanc sur case noire d4 · Pion noir sur case blanche b3 · Pion blanc sur case noire d2 · Roi blanc sur case noire a1 · Fou blanc sur case noire e1 | Pion noir sur case noire a5 · Pion noir sur case blanche b5 · Pion noir sur case blanche d5 · Fou noir sur case blanche a4 · Roi noir sur case noire b4 · Pion blanc sur case noire d4 · Pion noir sur case blanche b3 · Pion blanc sur case noire d2 · Roi blanc sur case noire a1 · Fou blanc sur case noire e1 | Pion noir sur case noire a5 · Pion noir sur case blanche b5 · Pion noir sur case blanche d5 · Fou noir sur case blanche a4 · Roi noir sur case noire b4 · Pion blanc sur case noire d4 · Pion noir sur case blanche b3 · Pion blanc sur case noire d2 · Roi blanc sur case noire a1 · Fou blanc sur case noire e1 | Pion noir sur case noire a5 · Pion noir sur case blanche b5 · Pion noir sur case blanche d5 · Fou noir sur case blanche a4 · Roi noir sur case noire b4 · Pion blanc sur case noire d4 · Pion noir sur case blanche b3 · Pion blanc sur case noire d2 · Roi blanc sur case noire a1 · Fou blanc sur case noire e1 | Pion noir sur case noire a5 · Pion noir sur case blanche b5 · Pion noir sur case blanche d5 · Fou noir sur case blanche a4 · Roi noir sur case noire b4 · Pion blanc sur case noire d4 · Pion noir sur case blanche b3 · Pion blanc sur case noire d2 · Roi blanc sur case noire a1 · Fou blanc sur case noire e1 | 3 |
| 2 | Pion noir sur case noire a5 · Pion noir sur case blanche b5 · Pion noir sur case blanche d5 · Fou noir sur case blanche a4 · Roi noir sur case noire b4 · Pion blanc sur case noire d4 · Pion noir sur case blanche b3 · Pion blanc sur case noire d2 · Roi blanc sur case noire a1 · Fou blanc sur case noire e1 | Pion noir sur case noire a5 · Pion noir sur case blanche b5 · Pion noir sur case blanche d5 · Fou noir sur case blanche a4 · Roi noir sur case noire b4 · Pion blanc sur case noire d4 · Pion noir sur case blanche b3 · Pion blanc sur case noire d2 · Roi blanc sur case noire a1 · Fou blanc sur case noire e1 | Pion noir sur case noire a5 · Pion noir sur case blanche b5 · Pion noir sur case blanche d5 · Fou noir sur case blanche a4 · Roi noir sur case noire b4 · Pion blanc sur case noire d4 · Pion noir sur case blanche b3 · Pion blanc sur case noire d2 · Roi blanc sur case noire a1 · Fou blanc sur case noire e1 | Pion noir sur case noire a5 · Pion noir sur case blanche b5 · Pion noir sur case blanche d5 · Fou noir sur case blanche a4 · Roi noir sur case noire b4 · Pion blanc sur case noire d4 · Pion noir sur case blanche b3 · Pion blanc sur case noire d2 · Roi blanc sur case noire a1 · Fou blanc sur case noire e1 | Pion noir sur case noire a5 · Pion noir sur case blanche b5 · Pion noir sur case blanche d5 · Fou noir sur case blanche a4 · Roi noir sur case noire b4 · Pion blanc sur case noire d4 · Pion noir sur case blanche b3 · Pion blanc sur case noire d2 · Roi blanc sur case noire a1 · Fou blanc sur case noire e1 | Pion noir sur case noire a5 · Pion noir sur case blanche b5 · Pion noir sur case blanche d5 · Fou noir sur case blanche a4 · Roi noir sur case noire b4 · Pion blanc sur case noire d4 · Pion noir sur case blanche b3 · Pion blanc sur case noire d2 · Roi blanc sur case noire a1 · Fou blanc sur case noire e1 | Pion noir sur case noire a5 · Pion noir sur case blanche b5 · Pion noir sur case blanche d5 · Fou noir sur case blanche a4 · Roi noir sur case noire b4 · Pion blanc sur case noire d4 · Pion noir sur case blanche b3 · Pion blanc sur case noire d2 · Roi blanc sur case noire a1 · Fou blanc sur case noire e1 | Pion noir sur case noire a5 · Pion noir sur case blanche b5 · Pion noir sur case blanche d5 · Fou noir sur case blanche a4 · Roi noir sur case noire b4 · Pion blanc sur case noire d4 · Pion noir sur case blanche b3 · Pion blanc sur case noire d2 · Roi blanc sur case noire a1 · Fou blanc sur case noire e1 | 2 |
| 1 | Pion noir sur case noire a5 · Pion noir sur case blanche b5 · Pion noir sur case blanche d5 · Fou noir sur case blanche a4 · Roi noir sur case noire b4 · Pion blanc sur case noire d4 · Pion noir sur case blanche b3 · Pion blanc sur case noire d2 · Roi blanc sur case noire a1 · Fou blanc sur case noire e1 | Pion noir sur case noire a5 · Pion noir sur case blanche b5 · Pion noir sur case blanche d5 · Fou noir sur case blanche a4 · Roi noir sur case noire b4 · Pion blanc sur case noire d4 · Pion noir sur case blanche b3 · Pion blanc sur case noire d2 · Roi blanc sur case noire a1 · Fou blanc sur case noire e1 | Pion noir sur case noire a5 · Pion noir sur case blanche b5 · Pion noir sur case blanche d5 · Fou noir sur case blanche a4 · Roi noir sur case noire b4 · Pion blanc sur case noire d4 · Pion noir sur case blanche b3 · Pion blanc sur case noire d2 · Roi blanc sur case noire a1 · Fou blanc sur case noire e1 | Pion noir sur case noire a5 · Pion noir sur case blanche b5 · Pion noir sur case blanche d5 · Fou noir sur case blanche a4 · Roi noir sur case noire b4 · Pion blanc sur case noire d4 · Pion noir sur case blanche b3 · Pion blanc sur case noire d2 · Roi blanc sur case noire a1 · Fou blanc sur case noire e1 | Pion noir sur case noire a5 · Pion noir sur case blanche b5 · Pion noir sur case blanche d5 · Fou noir sur case blanche a4 · Roi noir sur case noire b4 · Pion blanc sur case noire d4 · Pion noir sur case blanche b3 · Pion blanc sur case noire d2 · Roi blanc sur case noire a1 · Fou blanc sur case noire e1 | Pion noir sur case noire a5 · Pion noir sur case blanche b5 · Pion noir sur case blanche d5 · Fou noir sur case blanche a4 · Roi noir sur case noire b4 · Pion blanc sur case noire d4 · Pion noir sur case blanche b3 · Pion blanc sur case noire d2 · Roi blanc sur case noire a1 · Fou blanc sur case noire e1 | Pion noir sur case noire a5 · Pion noir sur case blanche b5 · Pion noir sur case blanche d5 · Fou noir sur case blanche a4 · Roi noir sur case noire b4 · Pion blanc sur case noire d4 · Pion noir sur case blanche b3 · Pion blanc sur case noire d2 · Roi blanc sur case noire a1 · Fou blanc sur case noire e1 | Pion noir sur case noire a5 · Pion noir sur case blanche b5 · Pion noir sur case blanche d5 · Fou noir sur case blanche a4 · Roi noir sur case noire b4 · Pion blanc sur case noire d4 · Pion noir sur case blanche b3 · Pion blanc sur case noire d2 · Roi blanc sur case noire a1 · Fou blanc sur case noire e1 | 1 |
|   | a | b | c | d | e | f | g | h |   |

|   | a | b | c | d | e | f | g | h |   |
| 8 | Pion noir sur case noire a5 · Pion noir sur case blanche b5 · Pion noir sur case blanche d5 · Fou noir sur case blanche a4 · Roi noir sur case noire b4 · Pion blanc sur case noire d4 · Pion noir sur case blanche b3 · Pion blanc sur case blanche d3 · Roi blanc sur case noire b2 | Pion noir sur case noire a5 · Pion noir sur case blanche b5 · Pion noir sur case blanche d5 · Fou noir sur case blanche a4 · Roi noir sur case noire b4 · Pion blanc sur case noire d4 · Pion noir sur case blanche b3 · Pion blanc sur case blanche d3 · Roi blanc sur case noire b2 | Pion noir sur case noire a5 · Pion noir sur case blanche b5 · Pion noir sur case blanche d5 · Fou noir sur case blanche a4 · Roi noir sur case noire b4 · Pion blanc sur case noire d4 · Pion noir sur case blanche b3 · Pion blanc sur case blanche d3 · Roi blanc sur case noire b2 | Pion noir sur case noire a5 · Pion noir sur case blanche b5 · Pion noir sur case blanche d5 · Fou noir sur case blanche a4 · Roi noir sur case noire b4 · Pion blanc sur case noire d4 · Pion noir sur case blanche b3 · Pion blanc sur case blanche d3 · Roi blanc sur case noire b2 | Pion noir sur case noire a5 · Pion noir sur case blanche b5 · Pion noir sur case blanche d5 · Fou noir sur case blanche a4 · Roi noir sur case noire b4 · Pion blanc sur case noire d4 · Pion noir sur case blanche b3 · Pion blanc sur case blanche d3 · Roi blanc sur case noire b2 | Pion noir sur case noire a5 · Pion noir sur case blanche b5 · Pion noir sur case blanche d5 · Fou noir sur case blanche a4 · Roi noir sur case noire b4 · Pion blanc sur case noire d4 · Pion noir sur case blanche b3 · Pion blanc sur case blanche d3 · Roi blanc sur case noire b2 | Pion noir sur case noire a5 · Pion noir sur case blanche b5 · Pion noir sur case blanche d5 · Fou noir sur case blanche a4 · Roi noir sur case noire b4 · Pion blanc sur case noire d4 · Pion noir sur case blanche b3 · Pion blanc sur case blanche d3 · Roi blanc sur case noire b2 | Pion noir sur case noire a5 · Pion noir sur case blanche b5 · Pion noir sur case blanche d5 · Fou noir sur case blanche a4 · Roi noir sur case noire b4 · Pion blanc sur case noire d4 · Pion noir sur case blanche b3 · Pion blanc sur case blanche d3 · Roi blanc sur case noire b2 | 8 |
| 7 | Pion noir sur case noire a5 · Pion noir sur case blanche b5 · Pion noir sur case blanche d5 · Fou noir sur case blanche a4 · Roi noir sur case noire b4 · Pion blanc sur case noire d4 · Pion noir sur case blanche b3 · Pion blanc sur case blanche d3 · Roi blanc sur case noire b2 | Pion noir sur case noire a5 · Pion noir sur case blanche b5 · Pion noir sur case blanche d5 · Fou noir sur case blanche a4 · Roi noir sur case noire b4 · Pion blanc sur case noire d4 · Pion noir sur case blanche b3 · Pion blanc sur case blanche d3 · Roi blanc sur case noire b2 | Pion noir sur case noire a5 · Pion noir sur case blanche b5 · Pion noir sur case blanche d5 · Fou noir sur case blanche a4 · Roi noir sur case noire b4 · Pion blanc sur case noire d4 · Pion noir sur case blanche b3 · Pion blanc sur case blanche d3 · Roi blanc sur case noire b2 | Pion noir sur case noire a5 · Pion noir sur case blanche b5 · Pion noir sur case blanche d5 · Fou noir sur case blanche a4 · Roi noir sur case noire b4 · Pion blanc sur case noire d4 · Pion noir sur case blanche b3 · Pion blanc sur case blanche d3 · Roi blanc sur case noire b2 | Pion noir sur case noire a5 · Pion noir sur case blanche b5 · Pion noir sur case blanche d5 · Fou noir sur case blanche a4 · Roi noir sur case noire b4 · Pion blanc sur case noire d4 · Pion noir sur case blanche b3 · Pion blanc sur case blanche d3 · Roi blanc sur case noire b2 | Pion noir sur case noire a5 · Pion noir sur case blanche b5 · Pion noir sur case blanche d5 · Fou noir sur case blanche a4 · Roi noir sur case noire b4 · Pion blanc sur case noire d4 · Pion noir sur case blanche b3 · Pion blanc sur case blanche d3 · Roi blanc sur case noire b2 | Pion noir sur case noire a5 · Pion noir sur case blanche b5 · Pion noir sur case blanche d5 · Fou noir sur case blanche a4 · Roi noir sur case noire b4 · Pion blanc sur case noire d4 · Pion noir sur case blanche b3 · Pion blanc sur case blanche d3 · Roi blanc sur case noire b2 | Pion noir sur case noire a5 · Pion noir sur case blanche b5 · Pion noir sur case blanche d5 · Fou noir sur case blanche a4 · Roi noir sur case noire b4 · Pion blanc sur case noire d4 · Pion noir sur case blanche b3 · Pion blanc sur case blanche d3 · Roi blanc sur case noire b2 | 7 |
| 6 | Pion noir sur case noire a5 · Pion noir sur case blanche b5 · Pion noir sur case blanche d5 · Fou noir sur case blanche a4 · Roi noir sur case noire b4 · Pion blanc sur case noire d4 · Pion noir sur case blanche b3 · Pion blanc sur case blanche d3 · Roi blanc sur case noire b2 | Pion noir sur case noire a5 · Pion noir sur case blanche b5 · Pion noir sur case blanche d5 · Fou noir sur case blanche a4 · Roi noir sur case noire b4 · Pion blanc sur case noire d4 · Pion noir sur case blanche b3 · Pion blanc sur case blanche d3 · Roi blanc sur case noire b2 | Pion noir sur case noire a5 · Pion noir sur case blanche b5 · Pion noir sur case blanche d5 · Fou noir sur case blanche a4 · Roi noir sur case noire b4 · Pion blanc sur case noire d4 · Pion noir sur case blanche b3 · Pion blanc sur case blanche d3 · Roi blanc sur case noire b2 | Pion noir sur case noire a5 · Pion noir sur case blanche b5 · Pion noir sur case blanche d5 · Fou noir sur case blanche a4 · Roi noir sur case noire b4 · Pion blanc sur case noire d4 · Pion noir sur case blanche b3 · Pion blanc sur case blanche d3 · Roi blanc sur case noire b2 | Pion noir sur case noire a5 · Pion noir sur case blanche b5 · Pion noir sur case blanche d5 · Fou noir sur case blanche a4 · Roi noir sur case noire b4 · Pion blanc sur case noire d4 · Pion noir sur case blanche b3 · Pion blanc sur case blanche d3 · Roi blanc sur case noire b2 | Pion noir sur case noire a5 · Pion noir sur case blanche b5 · Pion noir sur case blanche d5 · Fou noir sur case blanche a4 · Roi noir sur case noire b4 · Pion blanc sur case noire d4 · Pion noir sur case blanche b3 · Pion blanc sur case blanche d3 · Roi blanc sur case noire b2 | Pion noir sur case noire a5 · Pion noir sur case blanche b5 · Pion noir sur case blanche d5 · Fou noir sur case blanche a4 · Roi noir sur case noire b4 · Pion blanc sur case noire d4 · Pion noir sur case blanche b3 · Pion blanc sur case blanche d3 · Roi blanc sur case noire b2 | Pion noir sur case noire a5 · Pion noir sur case blanche b5 · Pion noir sur case blanche d5 · Fou noir sur case blanche a4 · Roi noir sur case noire b4 · Pion blanc sur case noire d4 · Pion noir sur case blanche b3 · Pion blanc sur case blanche d3 · Roi blanc sur case noire b2 | 6 |
| 5 | Pion noir sur case noire a5 · Pion noir sur case blanche b5 · Pion noir sur case blanche d5 · Fou noir sur case blanche a4 · Roi noir sur case noire b4 · Pion blanc sur case noire d4 · Pion noir sur case blanche b3 · Pion blanc sur case blanche d3 · Roi blanc sur case noire b2 | Pion noir sur case noire a5 · Pion noir sur case blanche b5 · Pion noir sur case blanche d5 · Fou noir sur case blanche a4 · Roi noir sur case noire b4 · Pion blanc sur case noire d4 · Pion noir sur case blanche b3 · Pion blanc sur case blanche d3 · Roi blanc sur case noire b2 | Pion noir sur case noire a5 · Pion noir sur case blanche b5 · Pion noir sur case blanche d5 · Fou noir sur case blanche a4 · Roi noir sur case noire b4 · Pion blanc sur case noire d4 · Pion noir sur case blanche b3 · Pion blanc sur case blanche d3 · Roi blanc sur case noire b2 | Pion noir sur case noire a5 · Pion noir sur case blanche b5 · Pion noir sur case blanche d5 · Fou noir sur case blanche a4 · Roi noir sur case noire b4 · Pion blanc sur case noire d4 · Pion noir sur case blanche b3 · Pion blanc sur case blanche d3 · Roi blanc sur case noire b2 | Pion noir sur case noire a5 · Pion noir sur case blanche b5 · Pion noir sur case blanche d5 · Fou noir sur case blanche a4 · Roi noir sur case noire b4 · Pion blanc sur case noire d4 · Pion noir sur case blanche b3 · Pion blanc sur case blanche d3 · Roi blanc sur case noire b2 | Pion noir sur case noire a5 · Pion noir sur case blanche b5 · Pion noir sur case blanche d5 · Fou noir sur case blanche a4 · Roi noir sur case noire b4 · Pion blanc sur case noire d4 · Pion noir sur case blanche b3 · Pion blanc sur case blanche d3 · Roi blanc sur case noire b2 | Pion noir sur case noire a5 · Pion noir sur case blanche b5 · Pion noir sur case blanche d5 · Fou noir sur case blanche a4 · Roi noir sur case noire b4 · Pion blanc sur case noire d4 · Pion noir sur case blanche b3 · Pion blanc sur case blanche d3 · Roi blanc sur case noire b2 | Pion noir sur case noire a5 · Pion noir sur case blanche b5 · Pion noir sur case blanche d5 · Fou noir sur case blanche a4 · Roi noir sur case noire b4 · Pion blanc sur case noire d4 · Pion noir sur case blanche b3 · Pion blanc sur case blanche d3 · Roi blanc sur case noire b2 | 5 |
| 4 | Pion noir sur case noire a5 · Pion noir sur case blanche b5 · Pion noir sur case blanche d5 · Fou noir sur case blanche a4 · Roi noir sur case noire b4 · Pion blanc sur case noire d4 · Pion noir sur case blanche b3 · Pion blanc sur case blanche d3 · Roi blanc sur case noire b2 | Pion noir sur case noire a5 · Pion noir sur case blanche b5 · Pion noir sur case blanche d5 · Fou noir sur case blanche a4 · Roi noir sur case noire b4 · Pion blanc sur case noire d4 · Pion noir sur case blanche b3 · Pion blanc sur case blanche d3 · Roi blanc sur case noire b2 | Pion noir sur case noire a5 · Pion noir sur case blanche b5 · Pion noir sur case blanche d5 · Fou noir sur case blanche a4 · Roi noir sur case noire b4 · Pion blanc sur case noire d4 · Pion noir sur case blanche b3 · Pion blanc sur case blanche d3 · Roi blanc sur case noire b2 | Pion noir sur case noire a5 · Pion noir sur case blanche b5 · Pion noir sur case blanche d5 · Fou noir sur case blanche a4 · Roi noir sur case noire b4 · Pion blanc sur case noire d4 · Pion noir sur case blanche b3 · Pion blanc sur case blanche d3 · Roi blanc sur case noire b2 | Pion noir sur case noire a5 · Pion noir sur case blanche b5 · Pion noir sur case blanche d5 · Fou noir sur case blanche a4 · Roi noir sur case noire b4 · Pion blanc sur case noire d4 · Pion noir sur case blanche b3 · Pion blanc sur case blanche d3 · Roi blanc sur case noire b2 | Pion noir sur case noire a5 · Pion noir sur case blanche b5 · Pion noir sur case blanche d5 · Fou noir sur case blanche a4 · Roi noir sur case noire b4 · Pion blanc sur case noire d4 · Pion noir sur case blanche b3 · Pion blanc sur case blanche d3 · Roi blanc sur case noire b2 | Pion noir sur case noire a5 · Pion noir sur case blanche b5 · Pion noir sur case blanche d5 · Fou noir sur case blanche a4 · Roi noir sur case noire b4 · Pion blanc sur case noire d4 · Pion noir sur case blanche b3 · Pion blanc sur case blanche d3 · Roi blanc sur case noire b2 | Pion noir sur case noire a5 · Pion noir sur case blanche b5 · Pion noir sur case blanche d5 · Fou noir sur case blanche a4 · Roi noir sur case noire b4 · Pion blanc sur case noire d4 · Pion noir sur case blanche b3 · Pion blanc sur case blanche d3 · Roi blanc sur case noire b2 | 4 |
| 3 | Pion noir sur case noire a5 · Pion noir sur case blanche b5 · Pion noir sur case blanche d5 · Fou noir sur case blanche a4 · Roi noir sur case noire b4 · Pion blanc sur case noire d4 · Pion noir sur case blanche b3 · Pion blanc sur case blanche d3 · Roi blanc sur case noire b2 | Pion noir sur case noire a5 · Pion noir sur case blanche b5 · Pion noir sur case blanche d5 · Fou noir sur case blanche a4 · Roi noir sur case noire b4 · Pion blanc sur case noire d4 · Pion noir sur case blanche b3 · Pion blanc sur case blanche d3 · Roi blanc sur case noire b2 | Pion noir sur case noire a5 · Pion noir sur case blanche b5 · Pion noir sur case blanche d5 · Fou noir sur case blanche a4 · Roi noir sur case noire b4 · Pion blanc sur case noire d4 · Pion noir sur case blanche b3 · Pion blanc sur case blanche d3 · Roi blanc sur case noire b2 | Pion noir sur case noire a5 · Pion noir sur case blanche b5 · Pion noir sur case blanche d5 · Fou noir sur case blanche a4 · Roi noir sur case noire b4 · Pion blanc sur case noire d4 · Pion noir sur case blanche b3 · Pion blanc sur case blanche d3 · Roi blanc sur case noire b2 | Pion noir sur case noire a5 · Pion noir sur case blanche b5 · Pion noir sur case blanche d5 · Fou noir sur case blanche a4 · Roi noir sur case noire b4 · Pion blanc sur case noire d4 · Pion noir sur case blanche b3 · Pion blanc sur case blanche d3 · Roi blanc sur case noire b2 | Pion noir sur case noire a5 · Pion noir sur case blanche b5 · Pion noir sur case blanche d5 · Fou noir sur case blanche a4 · Roi noir sur case noire b4 · Pion blanc sur case noire d4 · Pion noir sur case blanche b3 · Pion blanc sur case blanche d3 · Roi blanc sur case noire b2 | Pion noir sur case noire a5 · Pion noir sur case blanche b5 · Pion noir sur case blanche d5 · Fou noir sur case blanche a4 · Roi noir sur case noire b4 · Pion blanc sur case noire d4 · Pion noir sur case blanche b3 · Pion blanc sur case blanche d3 · Roi blanc sur case noire b2 | Pion noir sur case noire a5 · Pion noir sur case blanche b5 · Pion noir sur case blanche d5 · Fou noir sur case blanche a4 · Roi noir sur case noire b4 · Pion blanc sur case noire d4 · Pion noir sur case blanche b3 · Pion blanc sur case blanche d3 · Roi blanc sur case noire b2 | 3 |
| 2 | Pion noir sur case noire a5 · Pion noir sur case blanche b5 · Pion noir sur case blanche d5 · Fou noir sur case blanche a4 · Roi noir sur case noire b4 · Pion blanc sur case noire d4 · Pion noir sur case blanche b3 · Pion blanc sur case blanche d3 · Roi blanc sur case noire b2 | Pion noir sur case noire a5 · Pion noir sur case blanche b5 · Pion noir sur case blanche d5 · Fou noir sur case blanche a4 · Roi noir sur case noire b4 · Pion blanc sur case noire d4 · Pion noir sur case blanche b3 · Pion blanc sur case blanche d3 · Roi blanc sur case noire b2 | Pion noir sur case noire a5 · Pion noir sur case blanche b5 · Pion noir sur case blanche d5 · Fou noir sur case blanche a4 · Roi noir sur case noire b4 · Pion blanc sur case noire d4 · Pion noir sur case blanche b3 · Pion blanc sur case blanche d3 · Roi blanc sur case noire b2 | Pion noir sur case noire a5 · Pion noir sur case blanche b5 · Pion noir sur case blanche d5 · Fou noir sur case blanche a4 · Roi noir sur case noire b4 · Pion blanc sur case noire d4 · Pion noir sur case blanche b3 · Pion blanc sur case blanche d3 · Roi blanc sur case noire b2 | Pion noir sur case noire a5 · Pion noir sur case blanche b5 · Pion noir sur case blanche d5 · Fou noir sur case blanche a4 · Roi noir sur case noire b4 · Pion blanc sur case noire d4 · Pion noir sur case blanche b3 · Pion blanc sur case blanche d3 · Roi blanc sur case noire b2 | Pion noir sur case noire a5 · Pion noir sur case blanche b5 · Pion noir sur case blanche d5 · Fou noir sur case blanche a4 · Roi noir sur case noire b4 · Pion blanc sur case noire d4 · Pion noir sur case blanche b3 · Pion blanc sur case blanche d3 · Roi blanc sur case noire b2 | Pion noir sur case noire a5 · Pion noir sur case blanche b5 · Pion noir sur case blanche d5 · Fou noir sur case blanche a4 · Roi noir sur case noire b4 · Pion blanc sur case noire d4 · Pion noir sur case blanche b3 · Pion blanc sur case blanche d3 · Roi blanc sur case noire b2 | Pion noir sur case noire a5 · Pion noir sur case blanche b5 · Pion noir sur case blanche d5 · Fou noir sur case blanche a4 · Roi noir sur case noire b4 · Pion blanc sur case noire d4 · Pion noir sur case blanche b3 · Pion blanc sur case blanche d3 · Roi blanc sur case noire b2 | 2 |
| 1 | Pion noir sur case noire a5 · Pion noir sur case blanche b5 · Pion noir sur case blanche d5 · Fou noir sur case blanche a4 · Roi noir sur case noire b4 · Pion blanc sur case noire d4 · Pion noir sur case blanche b3 · Pion blanc sur case blanche d3 · Roi blanc sur case noire b2 | Pion noir sur case noire a5 · Pion noir sur case blanche b5 · Pion noir sur case blanche d5 · Fou noir sur case blanche a4 · Roi noir sur case noire b4 · Pion blanc sur case noire d4 · Pion noir sur case blanche b3 · Pion blanc sur case blanche d3 · Roi blanc sur case noire b2 | Pion noir sur case noire a5 · Pion noir sur case blanche b5 · Pion noir sur case blanche d5 · Fou noir sur case blanche a4 · Roi noir sur case noire b4 · Pion blanc sur case noire d4 · Pion noir sur case blanche b3 · Pion blanc sur case blanche d3 · Roi blanc sur case noire b2 | Pion noir sur case noire a5 · Pion noir sur case blanche b5 · Pion noir sur case blanche d5 · Fou noir sur case blanche a4 · Roi noir sur case noire b4 · Pion blanc sur case noire d4 · Pion noir sur case blanche b3 · Pion blanc sur case blanche d3 · Roi blanc sur case noire b2 | Pion noir sur case noire a5 · Pion noir sur case blanche b5 · Pion noir sur case blanche d5 · Fou noir sur case blanche a4 · Roi noir sur case noire b4 · Pion blanc sur case noire d4 · Pion noir sur case blanche b3 · Pion blanc sur case blanche d3 · Roi blanc sur case noire b2 | Pion noir sur case noire a5 · Pion noir sur case blanche b5 · Pion noir sur case blanche d5 · Fou noir sur case blanche a4 · Roi noir sur case noire b4 · Pion blanc sur case noire d4 · Pion noir sur case blanche b3 · Pion blanc sur case blanche d3 · Roi blanc sur case noire b2 | Pion noir sur case noire a5 · Pion noir sur case blanche b5 · Pion noir sur case blanche d5 · Fou noir sur case blanche a4 · Roi noir sur case noire b4 · Pion blanc sur case noire d4 · Pion noir sur case blanche b3 · Pion blanc sur case blanche d3 · Roi blanc sur case noire b2 | Pion noir sur case noire a5 · Pion noir sur case blanche b5 · Pion noir sur case blanche d5 · Fou noir sur case blanche a4 · Roi noir sur case noire b4 · Pion blanc sur case noire d4 · Pion noir sur case blanche b3 · Pion blanc sur case blanche d3 · Roi blanc sur case noire b2 | 1 |
|   | a | b | c | d | e | f | g | h |   |

|   | a | b | c | d | e | f | g | h |   |
| 8 | Pion noir sur case blanche b5 · Pion noir sur case blanche d5 · Fou noir sur case blanche a4 · Pion noir sur case noire b4 · Pion blanc sur case noire d4 · Roi noir sur case noire a3 · Pion blanc sur case blanche d3 · Pion noir sur case noire b2 · Roi blanc sur case blanche b1 | Pion noir sur case blanche b5 · Pion noir sur case blanche d5 · Fou noir sur case blanche a4 · Pion noir sur case noire b4 · Pion blanc sur case noire d4 · Roi noir sur case noire a3 · Pion blanc sur case blanche d3 · Pion noir sur case noire b2 · Roi blanc sur case blanche b1 | Pion noir sur case blanche b5 · Pion noir sur case blanche d5 · Fou noir sur case blanche a4 · Pion noir sur case noire b4 · Pion blanc sur case noire d4 · Roi noir sur case noire a3 · Pion blanc sur case blanche d3 · Pion noir sur case noire b2 · Roi blanc sur case blanche b1 | Pion noir sur case blanche b5 · Pion noir sur case blanche d5 · Fou noir sur case blanche a4 · Pion noir sur case noire b4 · Pion blanc sur case noire d4 · Roi noir sur case noire a3 · Pion blanc sur case blanche d3 · Pion noir sur case noire b2 · Roi blanc sur case blanche b1 | Pion noir sur case blanche b5 · Pion noir sur case blanche d5 · Fou noir sur case blanche a4 · Pion noir sur case noire b4 · Pion blanc sur case noire d4 · Roi noir sur case noire a3 · Pion blanc sur case blanche d3 · Pion noir sur case noire b2 · Roi blanc sur case blanche b1 | Pion noir sur case blanche b5 · Pion noir sur case blanche d5 · Fou noir sur case blanche a4 · Pion noir sur case noire b4 · Pion blanc sur case noire d4 · Roi noir sur case noire a3 · Pion blanc sur case blanche d3 · Pion noir sur case noire b2 · Roi blanc sur case blanche b1 | Pion noir sur case blanche b5 · Pion noir sur case blanche d5 · Fou noir sur case blanche a4 · Pion noir sur case noire b4 · Pion blanc sur case noire d4 · Roi noir sur case noire a3 · Pion blanc sur case blanche d3 · Pion noir sur case noire b2 · Roi blanc sur case blanche b1 | Pion noir sur case blanche b5 · Pion noir sur case blanche d5 · Fou noir sur case blanche a4 · Pion noir sur case noire b4 · Pion blanc sur case noire d4 · Roi noir sur case noire a3 · Pion blanc sur case blanche d3 · Pion noir sur case noire b2 · Roi blanc sur case blanche b1 | 8 |
| 7 | Pion noir sur case blanche b5 · Pion noir sur case blanche d5 · Fou noir sur case blanche a4 · Pion noir sur case noire b4 · Pion blanc sur case noire d4 · Roi noir sur case noire a3 · Pion blanc sur case blanche d3 · Pion noir sur case noire b2 · Roi blanc sur case blanche b1 | Pion noir sur case blanche b5 · Pion noir sur case blanche d5 · Fou noir sur case blanche a4 · Pion noir sur case noire b4 · Pion blanc sur case noire d4 · Roi noir sur case noire a3 · Pion blanc sur case blanche d3 · Pion noir sur case noire b2 · Roi blanc sur case blanche b1 | Pion noir sur case blanche b5 · Pion noir sur case blanche d5 · Fou noir sur case blanche a4 · Pion noir sur case noire b4 · Pion blanc sur case noire d4 · Roi noir sur case noire a3 · Pion blanc sur case blanche d3 · Pion noir sur case noire b2 · Roi blanc sur case blanche b1 | Pion noir sur case blanche b5 · Pion noir sur case blanche d5 · Fou noir sur case blanche a4 · Pion noir sur case noire b4 · Pion blanc sur case noire d4 · Roi noir sur case noire a3 · Pion blanc sur case blanche d3 · Pion noir sur case noire b2 · Roi blanc sur case blanche b1 | Pion noir sur case blanche b5 · Pion noir sur case blanche d5 · Fou noir sur case blanche a4 · Pion noir sur case noire b4 · Pion blanc sur case noire d4 · Roi noir sur case noire a3 · Pion blanc sur case blanche d3 · Pion noir sur case noire b2 · Roi blanc sur case blanche b1 | Pion noir sur case blanche b5 · Pion noir sur case blanche d5 · Fou noir sur case blanche a4 · Pion noir sur case noire b4 · Pion blanc sur case noire d4 · Roi noir sur case noire a3 · Pion blanc sur case blanche d3 · Pion noir sur case noire b2 · Roi blanc sur case blanche b1 | Pion noir sur case blanche b5 · Pion noir sur case blanche d5 · Fou noir sur case blanche a4 · Pion noir sur case noire b4 · Pion blanc sur case noire d4 · Roi noir sur case noire a3 · Pion blanc sur case blanche d3 · Pion noir sur case noire b2 · Roi blanc sur case blanche b1 | Pion noir sur case blanche b5 · Pion noir sur case blanche d5 · Fou noir sur case blanche a4 · Pion noir sur case noire b4 · Pion blanc sur case noire d4 · Roi noir sur case noire a3 · Pion blanc sur case blanche d3 · Pion noir sur case noire b2 · Roi blanc sur case blanche b1 | 7 |
| 6 | Pion noir sur case blanche b5 · Pion noir sur case blanche d5 · Fou noir sur case blanche a4 · Pion noir sur case noire b4 · Pion blanc sur case noire d4 · Roi noir sur case noire a3 · Pion blanc sur case blanche d3 · Pion noir sur case noire b2 · Roi blanc sur case blanche b1 | Pion noir sur case blanche b5 · Pion noir sur case blanche d5 · Fou noir sur case blanche a4 · Pion noir sur case noire b4 · Pion blanc sur case noire d4 · Roi noir sur case noire a3 · Pion blanc sur case blanche d3 · Pion noir sur case noire b2 · Roi blanc sur case blanche b1 | Pion noir sur case blanche b5 · Pion noir sur case blanche d5 · Fou noir sur case blanche a4 · Pion noir sur case noire b4 · Pion blanc sur case noire d4 · Roi noir sur case noire a3 · Pion blanc sur case blanche d3 · Pion noir sur case noire b2 · Roi blanc sur case blanche b1 | Pion noir sur case blanche b5 · Pion noir sur case blanche d5 · Fou noir sur case blanche a4 · Pion noir sur case noire b4 · Pion blanc sur case noire d4 · Roi noir sur case noire a3 · Pion blanc sur case blanche d3 · Pion noir sur case noire b2 · Roi blanc sur case blanche b1 | Pion noir sur case blanche b5 · Pion noir sur case blanche d5 · Fou noir sur case blanche a4 · Pion noir sur case noire b4 · Pion blanc sur case noire d4 · Roi noir sur case noire a3 · Pion blanc sur case blanche d3 · Pion noir sur case noire b2 · Roi blanc sur case blanche b1 | Pion noir sur case blanche b5 · Pion noir sur case blanche d5 · Fou noir sur case blanche a4 · Pion noir sur case noire b4 · Pion blanc sur case noire d4 · Roi noir sur case noire a3 · Pion blanc sur case blanche d3 · Pion noir sur case noire b2 · Roi blanc sur case blanche b1 | Pion noir sur case blanche b5 · Pion noir sur case blanche d5 · Fou noir sur case blanche a4 · Pion noir sur case noire b4 · Pion blanc sur case noire d4 · Roi noir sur case noire a3 · Pion blanc sur case blanche d3 · Pion noir sur case noire b2 · Roi blanc sur case blanche b1 | Pion noir sur case blanche b5 · Pion noir sur case blanche d5 · Fou noir sur case blanche a4 · Pion noir sur case noire b4 · Pion blanc sur case noire d4 · Roi noir sur case noire a3 · Pion blanc sur case blanche d3 · Pion noir sur case noire b2 · Roi blanc sur case blanche b1 | 6 |
| 5 | Pion noir sur case blanche b5 · Pion noir sur case blanche d5 · Fou noir sur case blanche a4 · Pion noir sur case noire b4 · Pion blanc sur case noire d4 · Roi noir sur case noire a3 · Pion blanc sur case blanche d3 · Pion noir sur case noire b2 · Roi blanc sur case blanche b1 | Pion noir sur case blanche b5 · Pion noir sur case blanche d5 · Fou noir sur case blanche a4 · Pion noir sur case noire b4 · Pion blanc sur case noire d4 · Roi noir sur case noire a3 · Pion blanc sur case blanche d3 · Pion noir sur case noire b2 · Roi blanc sur case blanche b1 | Pion noir sur case blanche b5 · Pion noir sur case blanche d5 · Fou noir sur case blanche a4 · Pion noir sur case noire b4 · Pion blanc sur case noire d4 · Roi noir sur case noire a3 · Pion blanc sur case blanche d3 · Pion noir sur case noire b2 · Roi blanc sur case blanche b1 | Pion noir sur case blanche b5 · Pion noir sur case blanche d5 · Fou noir sur case blanche a4 · Pion noir sur case noire b4 · Pion blanc sur case noire d4 · Roi noir sur case noire a3 · Pion blanc sur case blanche d3 · Pion noir sur case noire b2 · Roi blanc sur case blanche b1 | Pion noir sur case blanche b5 · Pion noir sur case blanche d5 · Fou noir sur case blanche a4 · Pion noir sur case noire b4 · Pion blanc sur case noire d4 · Roi noir sur case noire a3 · Pion blanc sur case blanche d3 · Pion noir sur case noire b2 · Roi blanc sur case blanche b1 | Pion noir sur case blanche b5 · Pion noir sur case blanche d5 · Fou noir sur case blanche a4 · Pion noir sur case noire b4 · Pion blanc sur case noire d4 · Roi noir sur case noire a3 · Pion blanc sur case blanche d3 · Pion noir sur case noire b2 · Roi blanc sur case blanche b1 | Pion noir sur case blanche b5 · Pion noir sur case blanche d5 · Fou noir sur case blanche a4 · Pion noir sur case noire b4 · Pion blanc sur case noire d4 · Roi noir sur case noire a3 · Pion blanc sur case blanche d3 · Pion noir sur case noire b2 · Roi blanc sur case blanche b1 | Pion noir sur case blanche b5 · Pion noir sur case blanche d5 · Fou noir sur case blanche a4 · Pion noir sur case noire b4 · Pion blanc sur case noire d4 · Roi noir sur case noire a3 · Pion blanc sur case blanche d3 · Pion noir sur case noire b2 · Roi blanc sur case blanche b1 | 5 |
| 4 | Pion noir sur case blanche b5 · Pion noir sur case blanche d5 · Fou noir sur case blanche a4 · Pion noir sur case noire b4 · Pion blanc sur case noire d4 · Roi noir sur case noire a3 · Pion blanc sur case blanche d3 · Pion noir sur case noire b2 · Roi blanc sur case blanche b1 | Pion noir sur case blanche b5 · Pion noir sur case blanche d5 · Fou noir sur case blanche a4 · Pion noir sur case noire b4 · Pion blanc sur case noire d4 · Roi noir sur case noire a3 · Pion blanc sur case blanche d3 · Pion noir sur case noire b2 · Roi blanc sur case blanche b1 | Pion noir sur case blanche b5 · Pion noir sur case blanche d5 · Fou noir sur case blanche a4 · Pion noir sur case noire b4 · Pion blanc sur case noire d4 · Roi noir sur case noire a3 · Pion blanc sur case blanche d3 · Pion noir sur case noire b2 · Roi blanc sur case blanche b1 | Pion noir sur case blanche b5 · Pion noir sur case blanche d5 · Fou noir sur case blanche a4 · Pion noir sur case noire b4 · Pion blanc sur case noire d4 · Roi noir sur case noire a3 · Pion blanc sur case blanche d3 · Pion noir sur case noire b2 · Roi blanc sur case blanche b1 | Pion noir sur case blanche b5 · Pion noir sur case blanche d5 · Fou noir sur case blanche a4 · Pion noir sur case noire b4 · Pion blanc sur case noire d4 · Roi noir sur case noire a3 · Pion blanc sur case blanche d3 · Pion noir sur case noire b2 · Roi blanc sur case blanche b1 | Pion noir sur case blanche b5 · Pion noir sur case blanche d5 · Fou noir sur case blanche a4 · Pion noir sur case noire b4 · Pion blanc sur case noire d4 · Roi noir sur case noire a3 · Pion blanc sur case blanche d3 · Pion noir sur case noire b2 · Roi blanc sur case blanche b1 | Pion noir sur case blanche b5 · Pion noir sur case blanche d5 · Fou noir sur case blanche a4 · Pion noir sur case noire b4 · Pion blanc sur case noire d4 · Roi noir sur case noire a3 · Pion blanc sur case blanche d3 · Pion noir sur case noire b2 · Roi blanc sur case blanche b1 | Pion noir sur case blanche b5 · Pion noir sur case blanche d5 · Fou noir sur case blanche a4 · Pion noir sur case noire b4 · Pion blanc sur case noire d4 · Roi noir sur case noire a3 · Pion blanc sur case blanche d3 · Pion noir sur case noire b2 · Roi blanc sur case blanche b1 | 4 |
| 3 | Pion noir sur case blanche b5 · Pion noir sur case blanche d5 · Fou noir sur case blanche a4 · Pion noir sur case noire b4 · Pion blanc sur case noire d4 · Roi noir sur case noire a3 · Pion blanc sur case blanche d3 · Pion noir sur case noire b2 · Roi blanc sur case blanche b1 | Pion noir sur case blanche b5 · Pion noir sur case blanche d5 · Fou noir sur case blanche a4 · Pion noir sur case noire b4 · Pion blanc sur case noire d4 · Roi noir sur case noire a3 · Pion blanc sur case blanche d3 · Pion noir sur case noire b2 · Roi blanc sur case blanche b1 | Pion noir sur case blanche b5 · Pion noir sur case blanche d5 · Fou noir sur case blanche a4 · Pion noir sur case noire b4 · Pion blanc sur case noire d4 · Roi noir sur case noire a3 · Pion blanc sur case blanche d3 · Pion noir sur case noire b2 · Roi blanc sur case blanche b1 | Pion noir sur case blanche b5 · Pion noir sur case blanche d5 · Fou noir sur case blanche a4 · Pion noir sur case noire b4 · Pion blanc sur case noire d4 · Roi noir sur case noire a3 · Pion blanc sur case blanche d3 · Pion noir sur case noire b2 · Roi blanc sur case blanche b1 | Pion noir sur case blanche b5 · Pion noir sur case blanche d5 · Fou noir sur case blanche a4 · Pion noir sur case noire b4 · Pion blanc sur case noire d4 · Roi noir sur case noire a3 · Pion blanc sur case blanche d3 · Pion noir sur case noire b2 · Roi blanc sur case blanche b1 | Pion noir sur case blanche b5 · Pion noir sur case blanche d5 · Fou noir sur case blanche a4 · Pion noir sur case noire b4 · Pion blanc sur case noire d4 · Roi noir sur case noire a3 · Pion blanc sur case blanche d3 · Pion noir sur case noire b2 · Roi blanc sur case blanche b1 | Pion noir sur case blanche b5 · Pion noir sur case blanche d5 · Fou noir sur case blanche a4 · Pion noir sur case noire b4 · Pion blanc sur case noire d4 · Roi noir sur case noire a3 · Pion blanc sur case blanche d3 · Pion noir sur case noire b2 · Roi blanc sur case blanche b1 | Pion noir sur case blanche b5 · Pion noir sur case blanche d5 · Fou noir sur case blanche a4 · Pion noir sur case noire b4 · Pion blanc sur case noire d4 · Roi noir sur case noire a3 · Pion blanc sur case blanche d3 · Pion noir sur case noire b2 · Roi blanc sur case blanche b1 | 3 |
| 2 | Pion noir sur case blanche b5 · Pion noir sur case blanche d5 · Fou noir sur case blanche a4 · Pion noir sur case noire b4 · Pion blanc sur case noire d4 · Roi noir sur case noire a3 · Pion blanc sur case blanche d3 · Pion noir sur case noire b2 · Roi blanc sur case blanche b1 | Pion noir sur case blanche b5 · Pion noir sur case blanche d5 · Fou noir sur case blanche a4 · Pion noir sur case noire b4 · Pion blanc sur case noire d4 · Roi noir sur case noire a3 · Pion blanc sur case blanche d3 · Pion noir sur case noire b2 · Roi blanc sur case blanche b1 | Pion noir sur case blanche b5 · Pion noir sur case blanche d5 · Fou noir sur case blanche a4 · Pion noir sur case noire b4 · Pion blanc sur case noire d4 · Roi noir sur case noire a3 · Pion blanc sur case blanche d3 · Pion noir sur case noire b2 · Roi blanc sur case blanche b1 | Pion noir sur case blanche b5 · Pion noir sur case blanche d5 · Fou noir sur case blanche a4 · Pion noir sur case noire b4 · Pion blanc sur case noire d4 · Roi noir sur case noire a3 · Pion blanc sur case blanche d3 · Pion noir sur case noire b2 · Roi blanc sur case blanche b1 | Pion noir sur case blanche b5 · Pion noir sur case blanche d5 · Fou noir sur case blanche a4 · Pion noir sur case noire b4 · Pion blanc sur case noire d4 · Roi noir sur case noire a3 · Pion blanc sur case blanche d3 · Pion noir sur case noire b2 · Roi blanc sur case blanche b1 | Pion noir sur case blanche b5 · Pion noir sur case blanche d5 · Fou noir sur case blanche a4 · Pion noir sur case noire b4 · Pion blanc sur case noire d4 · Roi noir sur case noire a3 · Pion blanc sur case blanche d3 · Pion noir sur case noire b2 · Roi blanc sur case blanche b1 | Pion noir sur case blanche b5 · Pion noir sur case blanche d5 · Fou noir sur case blanche a4 · Pion noir sur case noire b4 · Pion blanc sur case noire d4 · Roi noir sur case noire a3 · Pion blanc sur case blanche d3 · Pion noir sur case noire b2 · Roi blanc sur case blanche b1 | Pion noir sur case blanche b5 · Pion noir sur case blanche d5 · Fou noir sur case blanche a4 · Pion noir sur case noire b4 · Pion blanc sur case noire d4 · Roi noir sur case noire a3 · Pion blanc sur case blanche d3 · Pion noir sur case noire b2 · Roi blanc sur case blanche b1 | 2 |
| 1 | Pion noir sur case blanche b5 · Pion noir sur case blanche d5 · Fou noir sur case blanche a4 · Pion noir sur case noire b4 · Pion blanc sur case noire d4 · Roi noir sur case noire a3 · Pion blanc sur case blanche d3 · Pion noir sur case noire b2 · Roi blanc sur case blanche b1 | Pion noir sur case blanche b5 · Pion noir sur case blanche d5 · Fou noir sur case blanche a4 · Pion noir sur case noire b4 · Pion blanc sur case noire d4 · Roi noir sur case noire a3 · Pion blanc sur case blanche d3 · Pion noir sur case noire b2 · Roi blanc sur case blanche b1 | Pion noir sur case blanche b5 · Pion noir sur case blanche d5 · Fou noir sur case blanche a4 · Pion noir sur case noire b4 · Pion blanc sur case noire d4 · Roi noir sur case noire a3 · Pion blanc sur case blanche d3 · Pion noir sur case noire b2 · Roi blanc sur case blanche b1 | Pion noir sur case blanche b5 · Pion noir sur case blanche d5 · Fou noir sur case blanche a4 · Pion noir sur case noire b4 · Pion blanc sur case noire d4 · Roi noir sur case noire a3 · Pion blanc sur case blanche d3 · Pion noir sur case noire b2 · Roi blanc sur case blanche b1 | Pion noir sur case blanche b5 · Pion noir sur case blanche d5 · Fou noir sur case blanche a4 · Pion noir sur case noire b4 · Pion blanc sur case noire d4 · Roi noir sur case noire a3 · Pion blanc sur case blanche d3 · Pion noir sur case noire b2 · Roi blanc sur case blanche b1 | Pion noir sur case blanche b5 · Pion noir sur case blanche d5 · Fou noir sur case blanche a4 · Pion noir sur case noire b4 · Pion blanc sur case noire d4 · Roi noir sur case noire a3 · Pion blanc sur case blanche d3 · Pion noir sur case noire b2 · Roi blanc sur case blanche b1 | Pion noir sur case blanche b5 · Pion noir sur case blanche d5 · Fou noir sur case blanche a4 · Pion noir sur case noire b4 · Pion blanc sur case noire d4 · Roi noir sur case noire a3 · Pion blanc sur case blanche d3 · Pion noir sur case noire b2 · Roi blanc sur case blanche b1 | Pion noir sur case blanche b5 · Pion noir sur case blanche d5 · Fou noir sur case blanche a4 · Pion noir sur case noire b4 · Pion blanc sur case noire d4 · Roi noir sur case noire a3 · Pion blanc sur case blanche d3 · Pion noir sur case noire b2 · Roi blanc sur case blanche b1 | 1 |
|   | a | b | c | d | e | f | g | h |   |

1. d3+ Ra3
2. Fb4+!! ...
Si 2. ... Rxb4 alors 3. Rb2!! pat. Noir est pat alors qu'il a plus de matériel que Blanc.
Si 2. ... axb4
3. Rb1 b2 (Seul coup légal de Noir).
4. pat.